# 日本のアーケード商店街

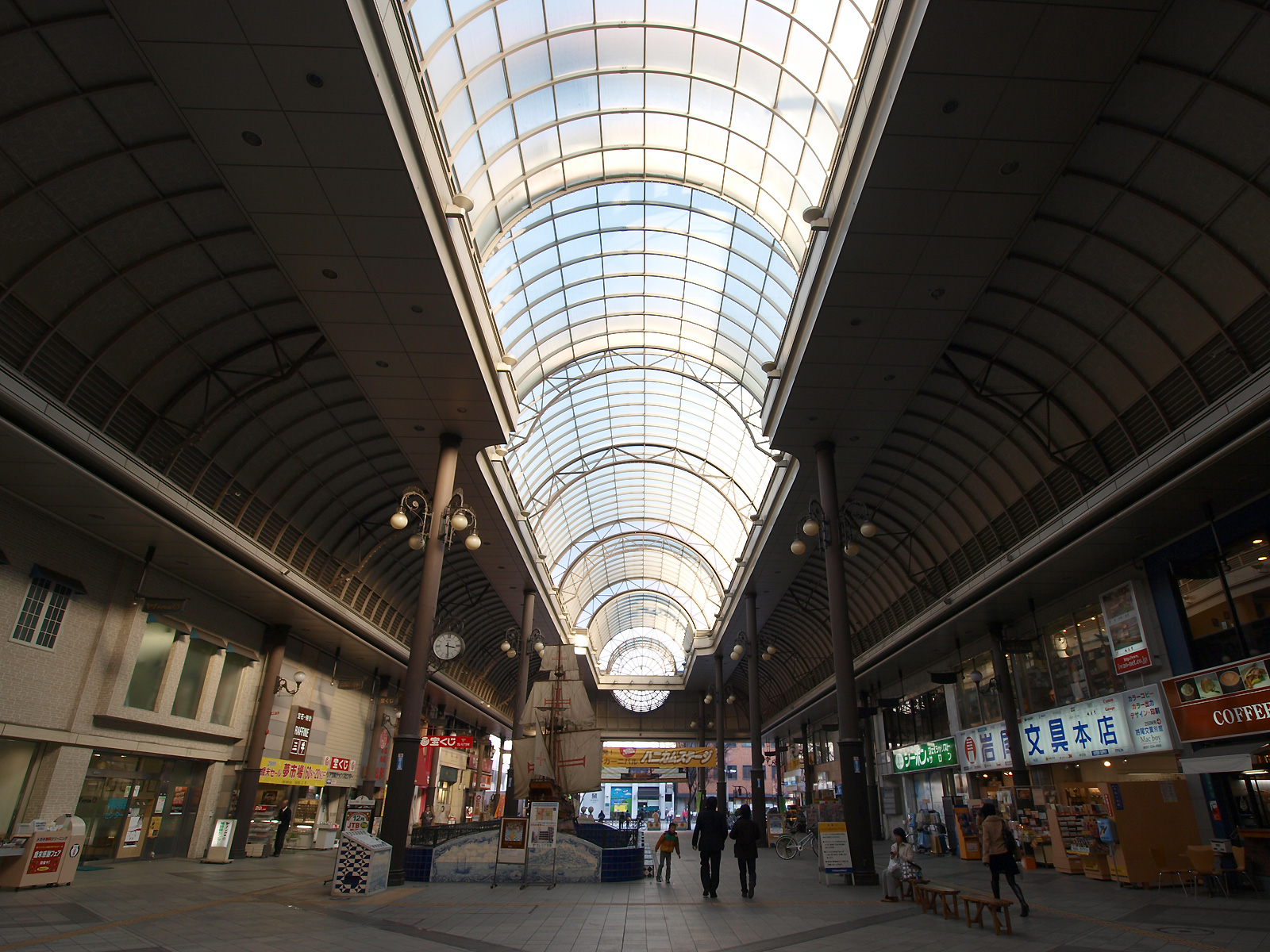
ガレリア竹町（大分県大分市）
日本最大の断面を有するアーケード商店街

日本のアーケード商店街（にほんのアーケードしょうてんがい）では、日本における全蓋式アーケードを備えた商店街について解説する。

## 特徴
日本のアーケードは、地域の特性に応じた役割を果たすために設けられてきた。近代以降、このような伝統的なアーケードを源流に、西洋のアーケードの影響を受けて、現在のアーケードが成立したものと考えられる。
都市計画学のバリー・シェルトンは、日本のアーケード商店街と入り口にあるゲートの関係と、神社の鳥居を中心とした参道の共通性について指摘している。
街路を基準として町を構成する欧米と異なり、日本の商店街は互いに独立した営業者が、それぞれの決定によって建物を建てて構成されている。中にはファサードを持つ大型店舗が含まれる場合もあるが、商店街全体が同じ意図のもとに建築される例は少ない。そのため、ファサードの延長によって構成される西欧のアーケードと表面的には似ているが、日本のアーケードは並びの建物とは独立したひとつの建築物となっている。西欧建築の審美基準に照らせば、日本のアーケード街は美的とは言えないものの、外気に開放された構造は日本の気候に適応しており、車の乗り入れや構造材に広告を取り付けやすいなどの実用性が高く、建物の建て替えに対してフレキシブルな特徴がある。

### 構成要素
日本のアーケード街を構成する要素には以下のようなものがある。
- 庇下 - 道路に庇を延長した形状の片側式アーケード。町並みの景観を整備するために、江戸時代に江戸の町屋の前面に設けられた半私半公の空間で、幕末には商業空間としても利用されるようになった。
- 雁木造 - 東北や北陸等の雪国の商店街等で、店の建物の軒下を連ねて積雪時の通路としたもの。
- 共同日覆い - 道路全面に屋根があるアーケード。店舗・歩行者とも降水の影響を受けにくいことから「全天候型アーケード」とも呼ばれる。日差しの強い西日本（特に瀬戸内沿岸）で昭和初期頃から、食品の保護と商品の日焼け防止のために設けられた。

## 歴史
日本で初めてアーケードと名付けられたのは、1922年にオープンした帝国ホテルのライト館一階に設けられたインペリアル・アーケード（現・帝国ホテルアーケード）で、当時は外国人客向けの店が多く出店していた。大分県別府市には、帝国ホテルの前年の1921年（大正10年）12月1日に完成した、商店街を被う木造ガラス張りの竹瓦小路アーケードが現存しているが、アーケードという名称が使用されるのは後年になってからである。なお、竹瓦小路アーケードは「別府温泉関連遺産」として、2009年（平成21年）2月6日に近代化産業遺産に認定されている。日本で初めてドーム型アーケードが取り付けられた商店街では、1976年（昭和51年）の福岡県飯塚市の本町商店街が初である。

## 各地のアーケード商店街

### 北海道・東北
- 北海道

札幌市 札幌狸小路商店街
函館市 駅前通・大門アーケード - 2015年7～8月に撤去。
小樽市 小樽サンモール一番街、小樽都通り商店街
室蘭市 浜町アーケード街 - 2008年9月に撤去。
旭川市 平和通買物公園 - 1986年12月～1989年に撤去。
釧路市 鉄北ショッピングセンター
北見市 北見市中心商店街・銀座商店街・サンロード
岩見沢市
網走市 中央商店街
留萌市 駅前大通商店街 - 2014年10月に撤去。
苫小牧市 一条銀座ストリート- 2005年6～7月に撤去。大町銀座ストリートは存続。
稚内市 稚内中央アーケード商店街
江別市 中央通銀座商店街 - (時期不明)撤去。東町ニュープラザ商店街 - 2015年6月に撤去。
帯広市 タウン8広小路商店街
紋別市 紋別はまなす通り商店街 - (時期不明)撤去。
名寄市 名寄駅前商店街
根室市 緑町商店街 - 1998年に撤去。
千歳市 ニューサンロード商店街 - 2006年11月に撤去。
滝川市 ベルロード
深川市 深川市商店街 - (時期不明)撤去。
富良野市 五条商店街 - (時期不明)撤去。
恵庭市 恵み野アーケード街
- 青森県

黒石市 中町こみせ通り
- 岩手県

盛岡市 肴町商店街
花巻市 上町商店街
北上市 本通り商店街 - 2013年から2014年にかけて撤去。
奥州市 水沢駅通り商店街
- 宮城県

仙台市 一番町  - 一番町一番街、一番町四丁目など
仙台市 仙台中央商店街  - クリスロード、ハピナ名掛丁など
- 秋田県

秋田市 秋田駅前アゴラ広場
- 福島県

郡山市 駅前アーケード商店街

### 関東

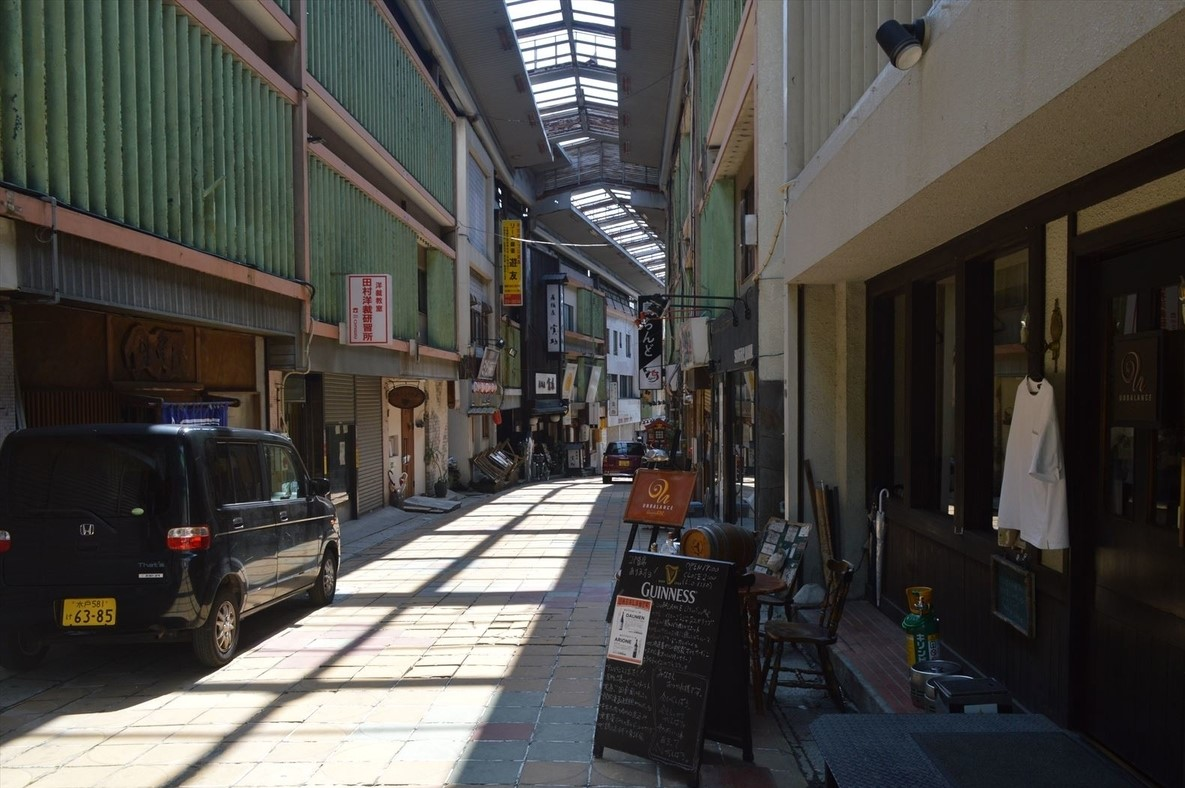
宮下銀座商店街（水戸市）

- 茨城県

水戸市 宮下銀座商店街
土浦市 土浦名店街
- 栃木県

宇都宮市 オリオン通り商店街
日光市 アスパ（フラワーズプラザ）商店街
- 群馬県

前橋市 中央通り商店街
前橋市 弁天通商店街
前橋市 オリオン通り商店街
高崎市 中央銀座商店街
- 埼玉県

さいたま市大宮区 大宮一番街
さいたま市大宮区 すずらん通り
- 千葉県

千葉市中央区 ハミングロード（栄町通り商店街） - 2010年に撤去。
千葉市中央区 C-one
千葉市中央区 本千葉ビル(2009年解体)
船橋市 JuJuきたなら 習志野台商店街
銚子市 銚子駅前通りシンボルロード（駅前商店街）
木更津市 富士見通り商店街(旧そごうの前)
柏市 二番街
- 東京都

千代田区 マイウェイ1,2商店街（秋葉原）
台東区 浅草新仲見世商店街
台東区 浅草観音通り商店街
台東区 浅草ひさご通り商店街
台東区 浅草すし屋通り商店街
台東区 浅草西参道商店街
台東区 佐竹商店街
台東区 いろは会商店街- 2018年に撤去
品川区 武蔵小山商店街パルム
品川区 中延スキップロード商店街
品川区 立会川西商店街
品川区 西小山東口商店街
大田区 蒲田西口商店街
大田区 京急蒲田商店街 - 愛称「京急あすと」
大田区 大森銀座商店街 - 愛称「ミルパ」
大田区 雑色商店街
中野区 中野サンモール商店街
中野区 野方商店街
杉並区 高円寺パル商店街
杉並区 阿佐谷パールセンター
杉並区 阿佐谷北口アーケード
杉並区 西荻南口仲通り商店街
豊島区 すずらん通り商店街
北区 赤羽スズラン通り商店街  - 愛称「LaLaガーデン」
北区 十条銀座商店街
荒川区 ジョイフル三ノ輪商店街
足立区 東和銀座商店街  - 愛称「アモール東和」（※屋根はフレームのみ）
板橋区 ハッピーロード大山
葛飾区 新小岩ルミエール商店街
葛飾区 金町すずらん商店街  - 愛称「ベルシティ」（※現在ではアーケード街は解体されて無くなっている）
葛飾区 立石駅前通り
葛飾区 立石仲見世商店街
葛飾区 ゆうろーど仲町商店街
武蔵野市 吉祥寺サンロード商店街
武蔵野市 吉祥寺ダイヤ街
町田市 町田仲見世商店街
港区 麻布十番 - 1991年に撤去。
- 神奈川県

横浜市 上大岡中央商店街
横浜市 横浜橋通商店街
横浜市 横浜駅名品街 - 1956年～1971年。相鉄ジョイナスの前身。相模鉄道の横浜駅西口開発計画により建設された。
横浜市 弘明寺商店街
横浜市 六角橋商店街
横浜市 レアールつくの
横浜市 池畔商店街
横浜市 笹山アーケード商店街
横浜市 浜マーケット
川崎市 川崎銀柳街
川崎市 川崎銀座街
川崎市 武蔵新城あいもーる
横須賀市 衣笠仲通り商店街
横須賀市 黒船仲通り商店街
相模原市 西門商店街

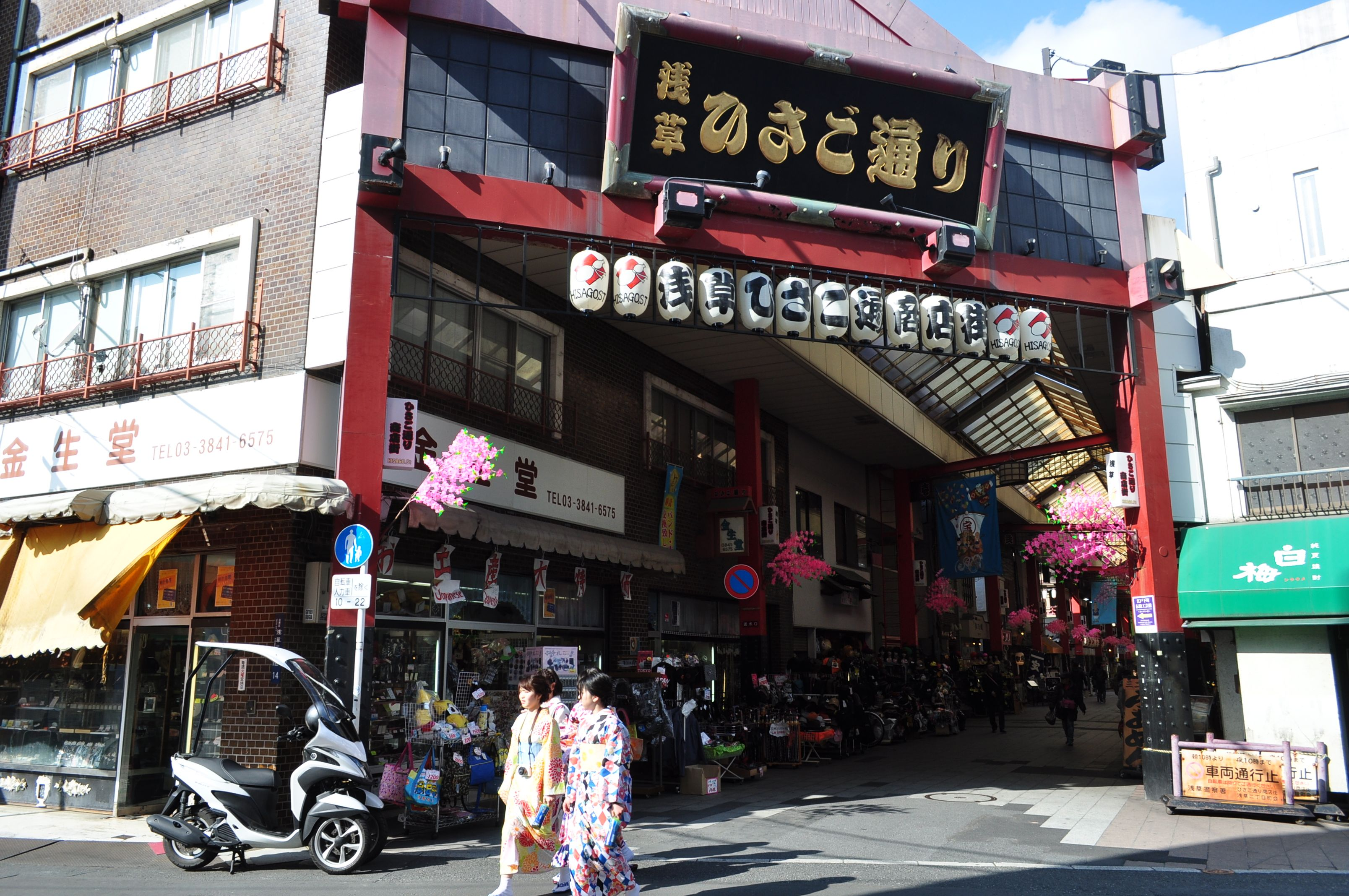
浅草ひさご通り商店街（東京都台東区）

### 中部・北陸

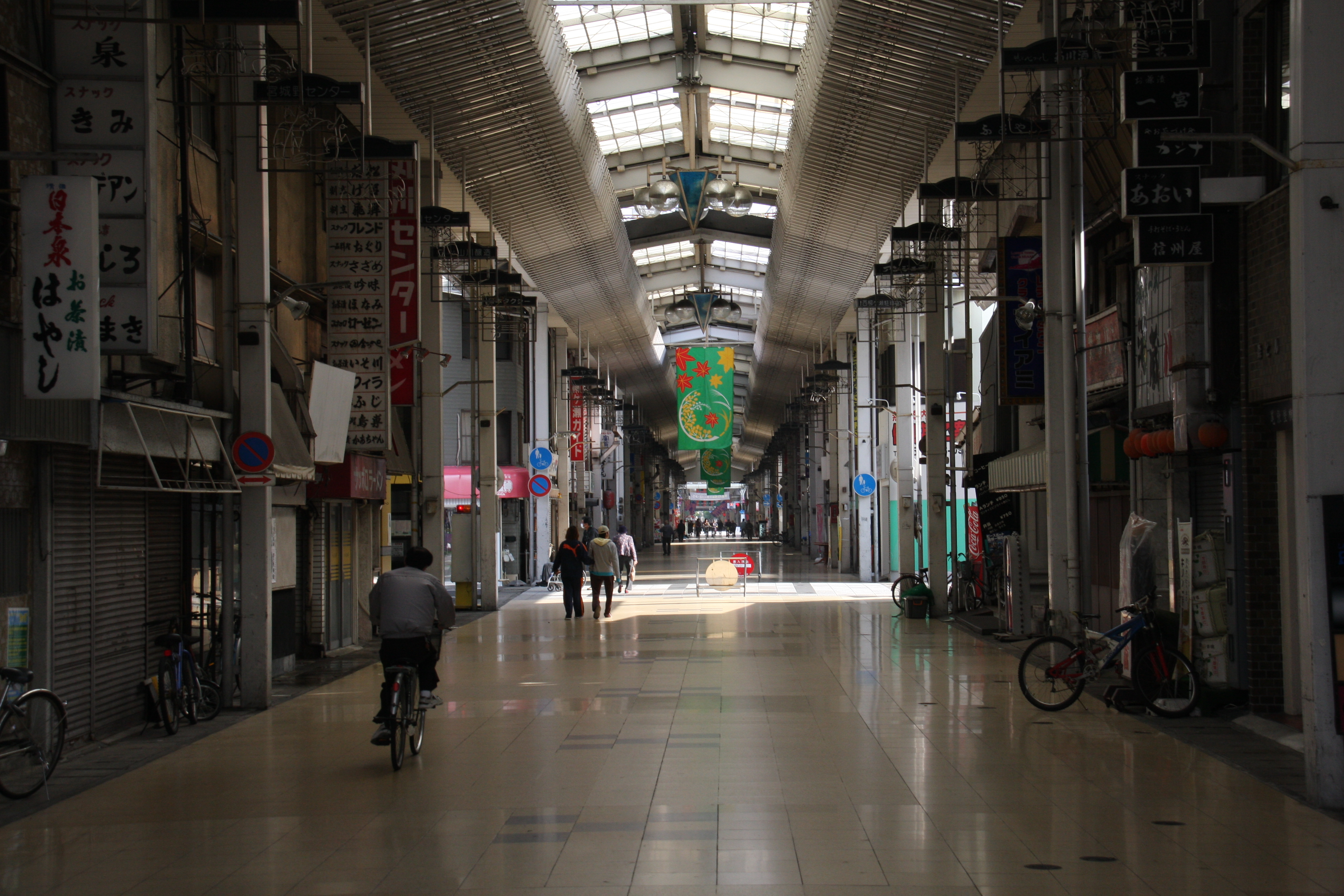
柳ヶ瀬商店街 （岐阜県岐阜市）

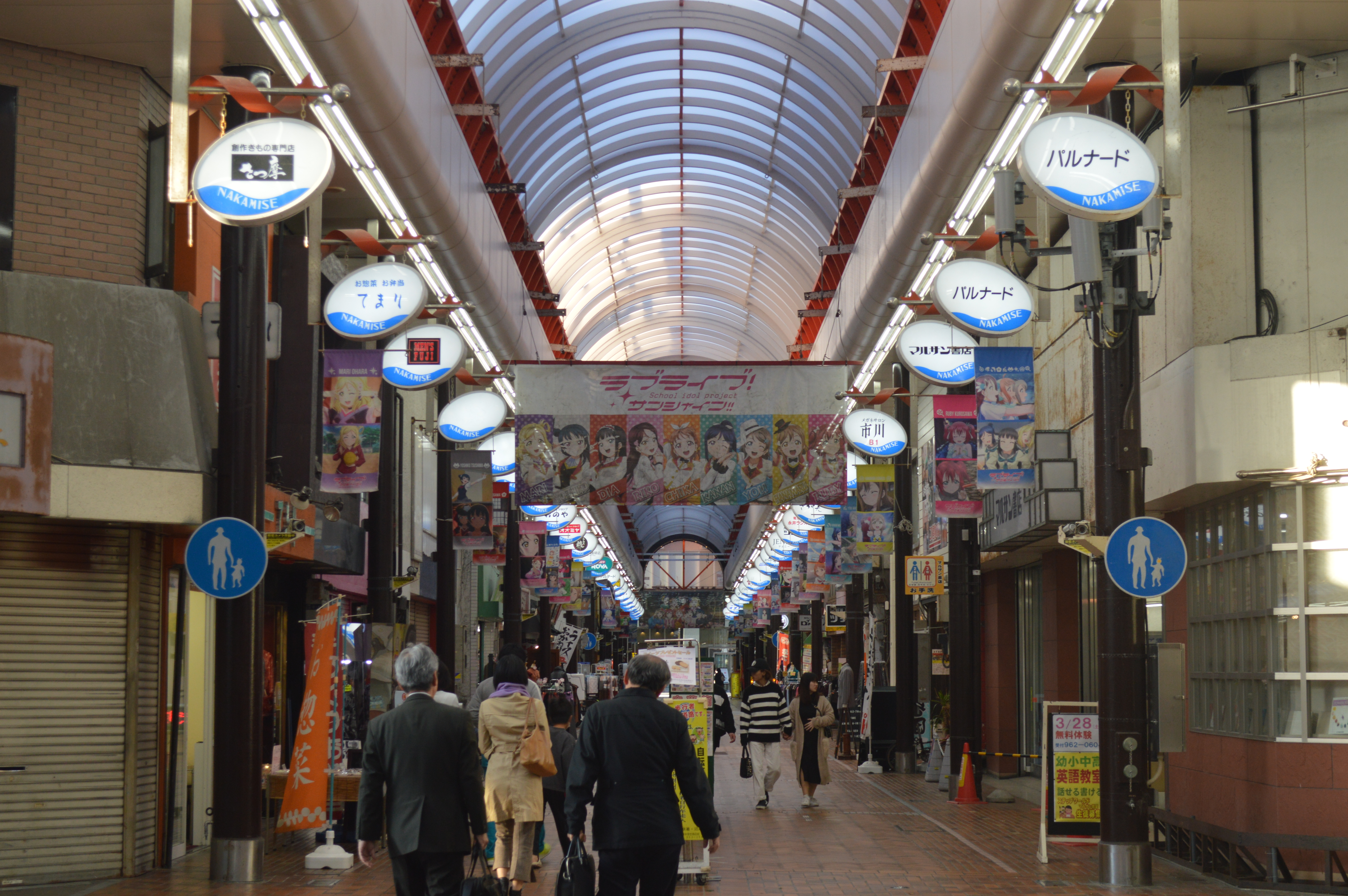
沼津仲見世商店街 （静岡県沼津市）

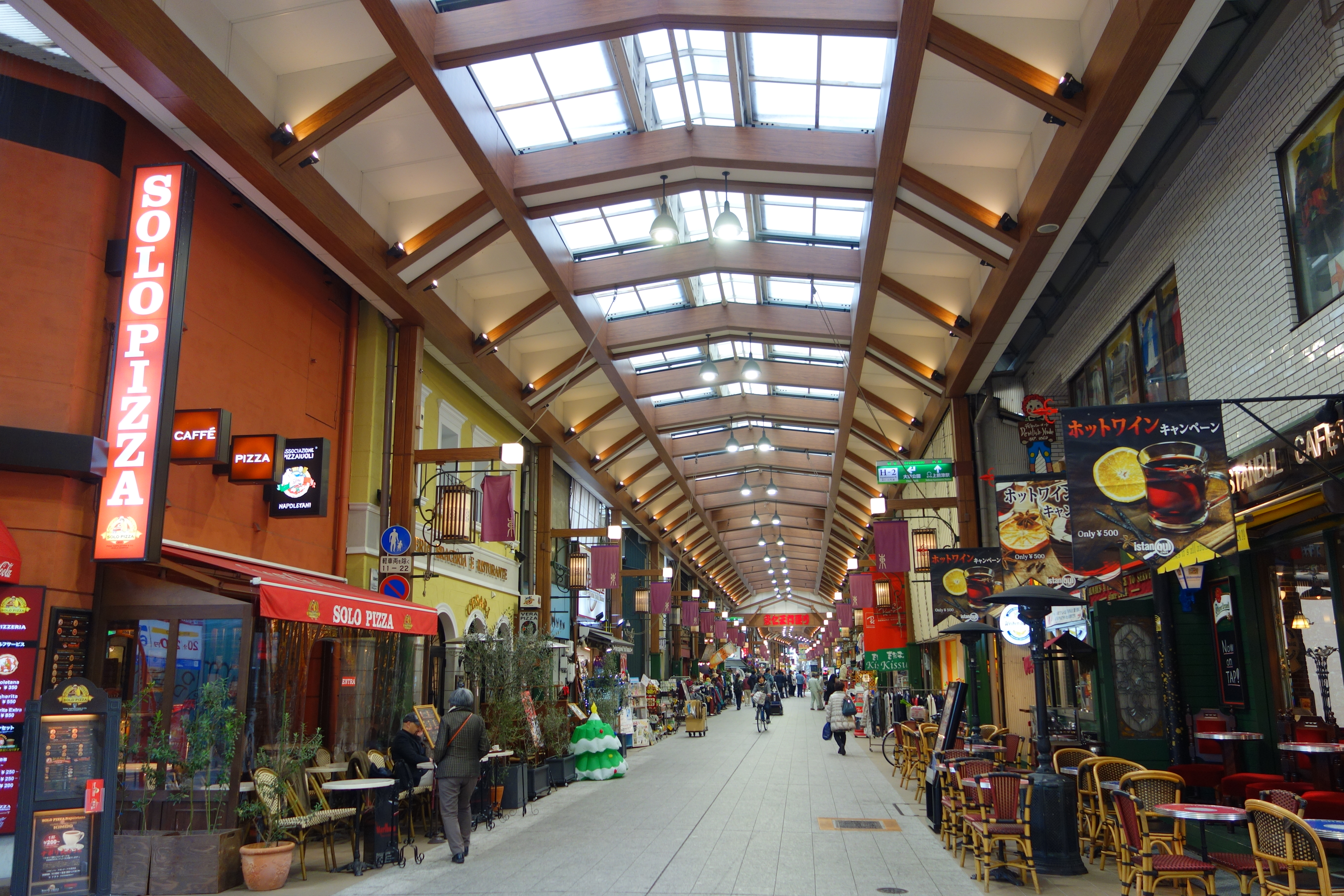
大須商店街 （愛知県名古屋市中区）
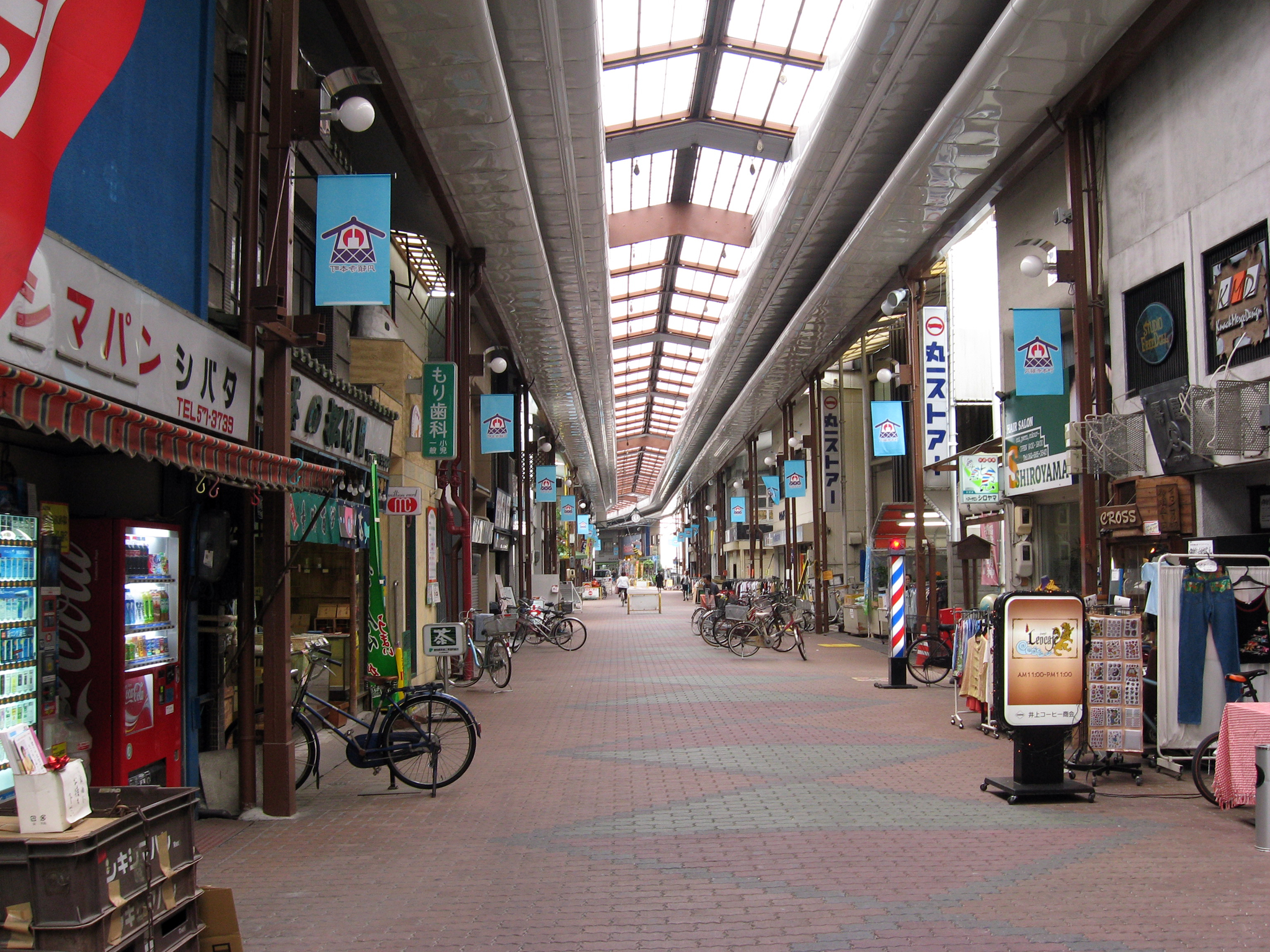
円頓寺商店街 （愛知県名古屋市西区）
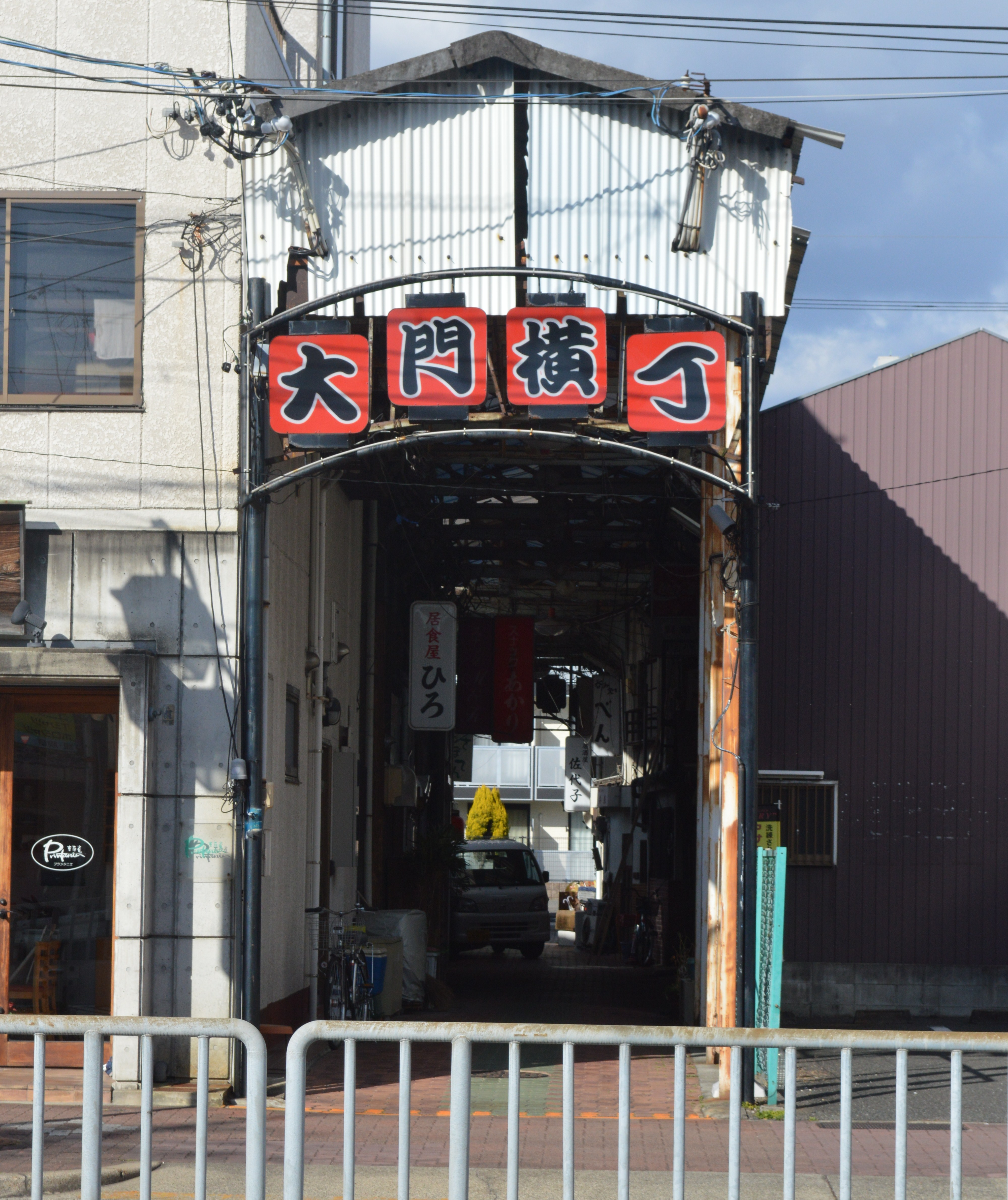
大門横丁 （愛知県名古屋市中村区）
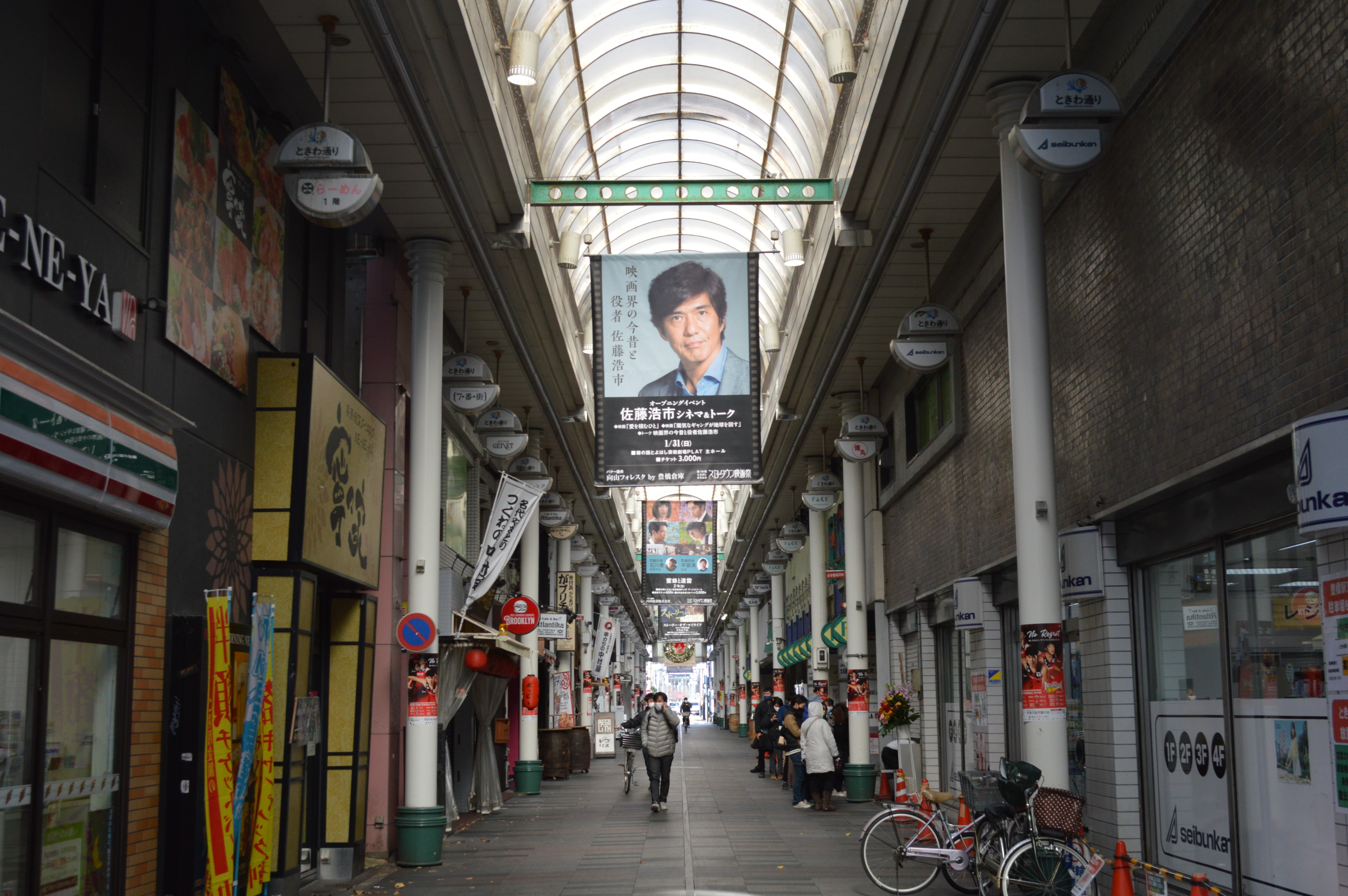
ときわ通り商店街 （愛知県豊橋市）
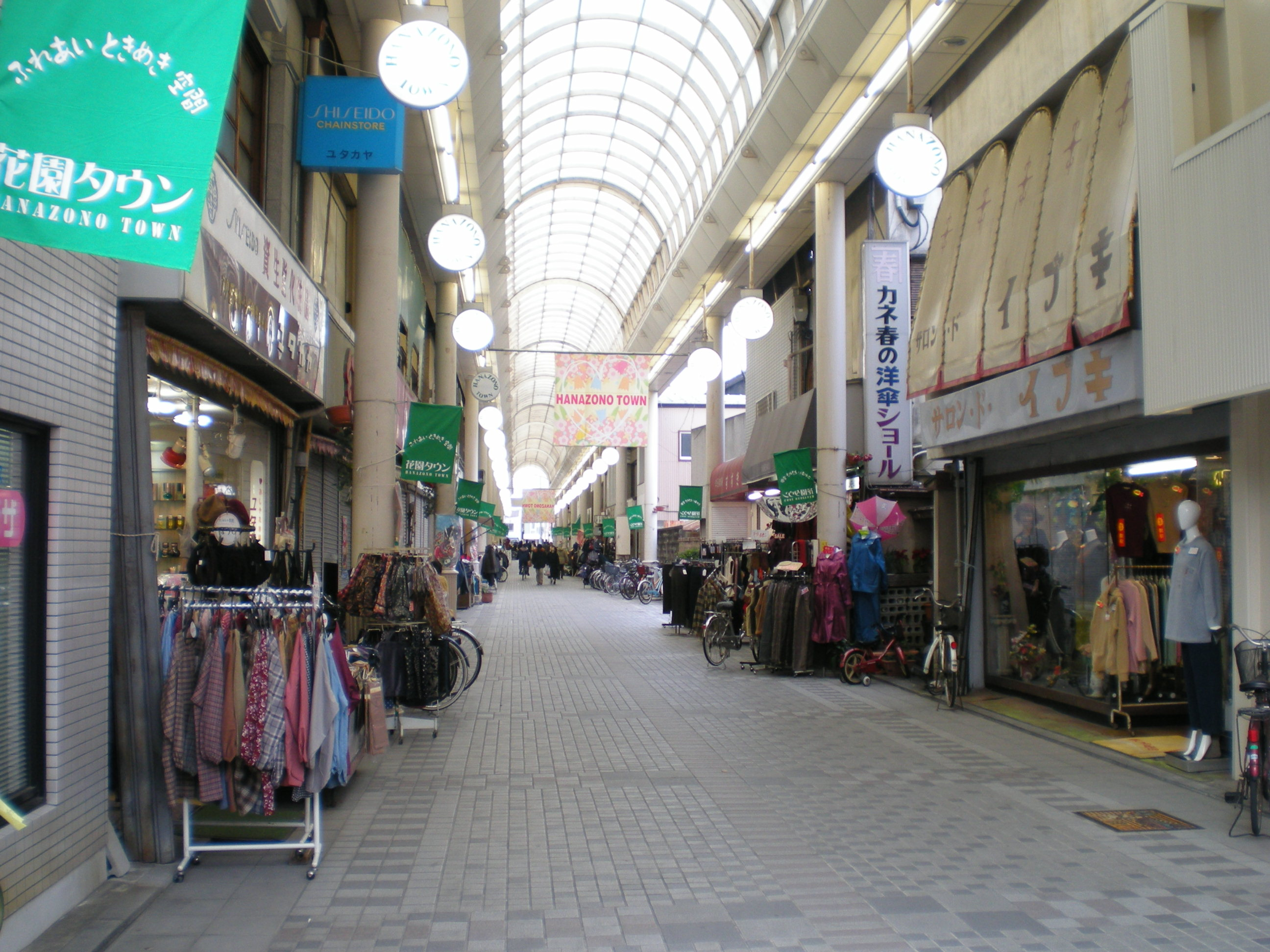
花園商店街 （愛知県豊橋市）
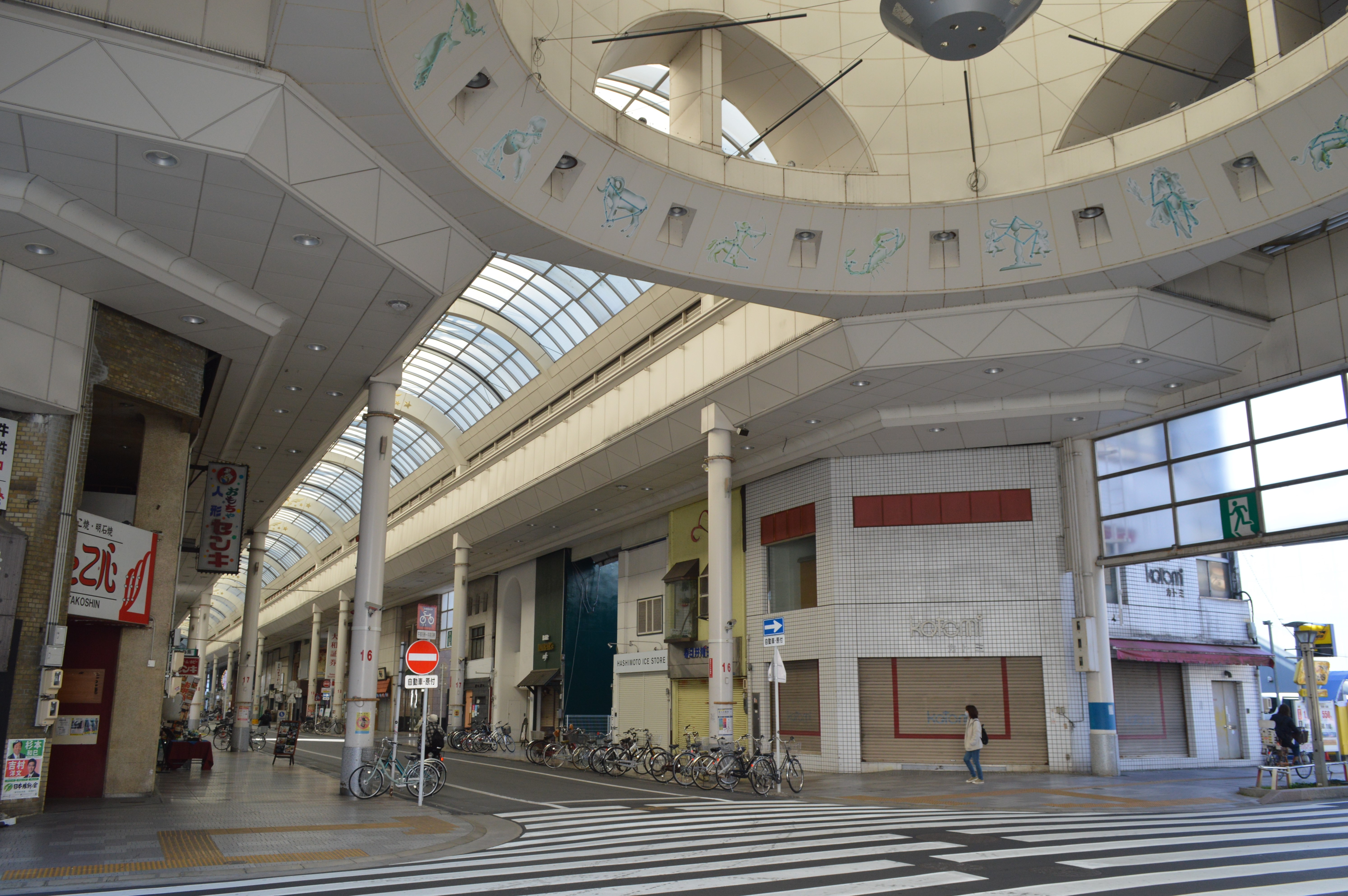
一宮本町商店街 （愛知県一宮市）
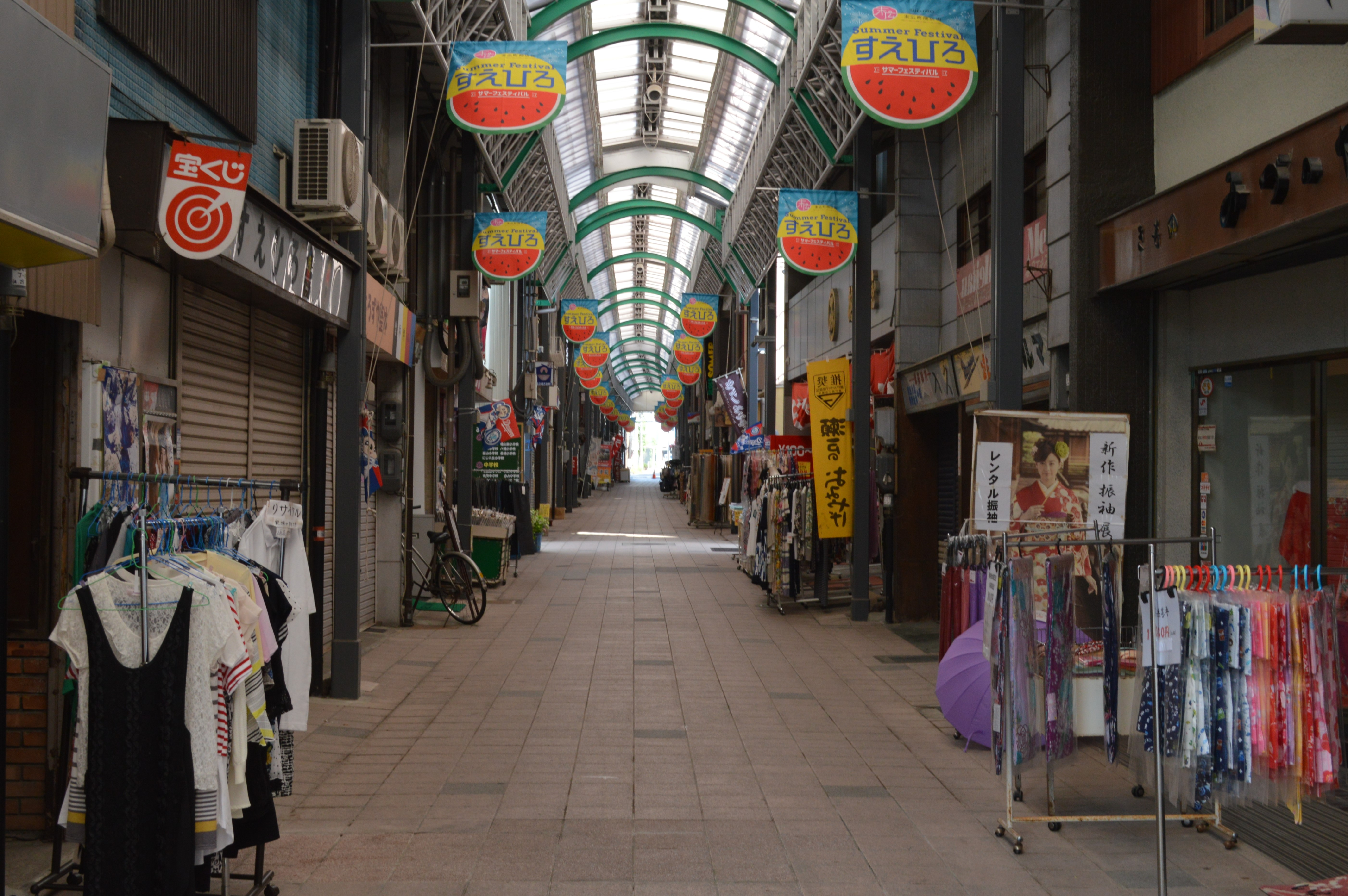
せと末広町商店街 （愛知県瀬戸市）
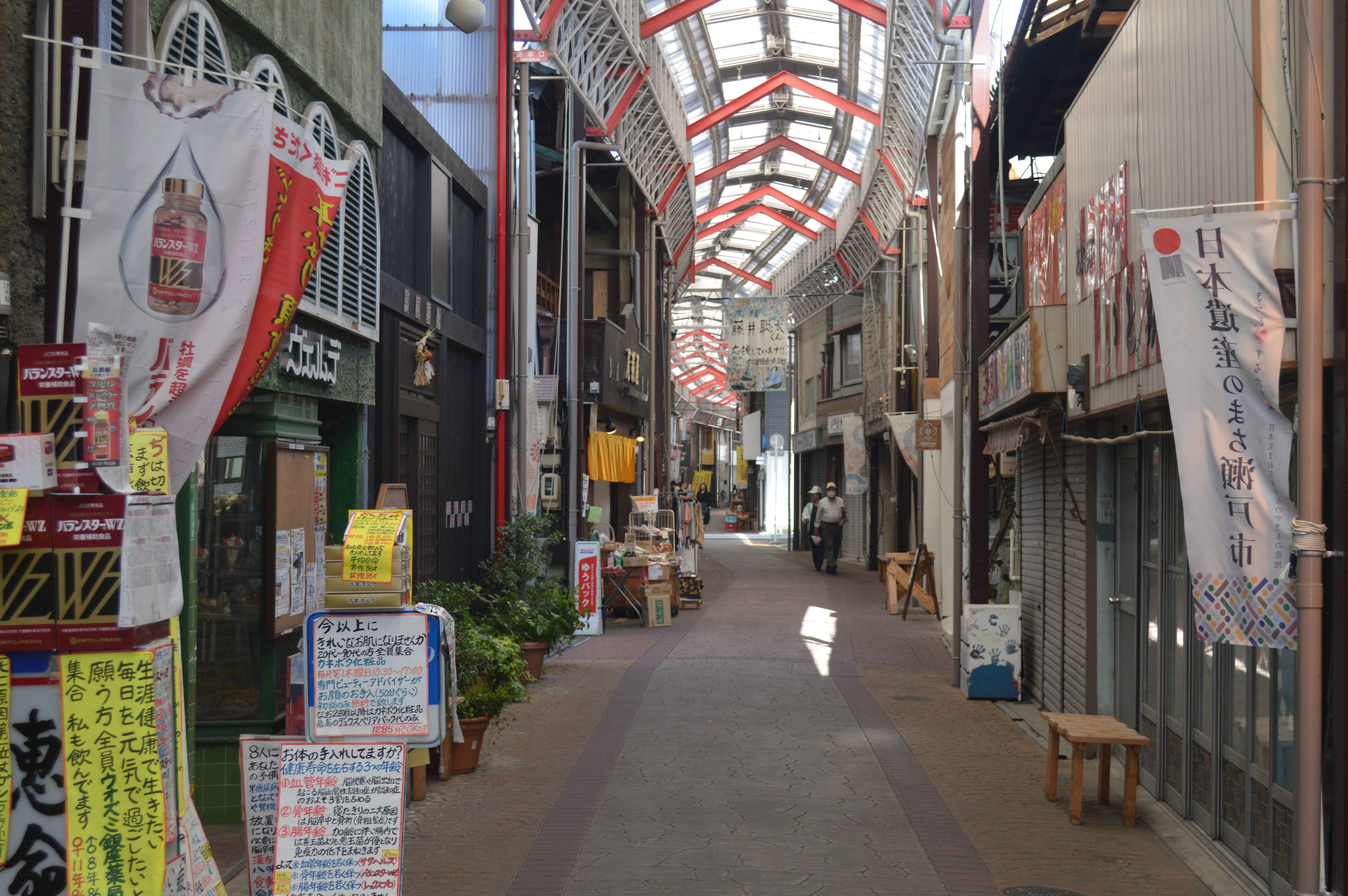
せと銀座通り商店街 （愛知県瀬戸市）

- 新潟県

新潟市 ふるまちモール
新潟市 本町6番町商店街
三条市 昭栄通り商店街 - 2010年に撤去
燕市 サンロード宮町 - 2013年に撤去
柏崎市 本町通り商店街 - 2007年地震により倒壊
上越市 高田本町商店街
- 富山県

富山市 総曲輪通り商店街
富山市 中央通りさんぽ〜ろ商店街
高岡市 御旅屋通り商店街
- 石川県

金沢市 近江町市場商店街
小松市 小松中央通り商店街
小松市 公園通り商店街
小松市 サンプラザ八日市商店街
- 福井県

福井市 福井元町商店街
敦賀市 敦賀駅前商店街
小浜市 いずみ町商店街 - 2020年に撤去。
- 山梨県

甲府市 甲府銀座通り
甲府市 オリオン通り
- 長野県

長野市 権堂商店街
大町市 大町名店街
伊那市 入船有楽街
駒ヶ根市 駒ヶ根銀座商店街 - 老朽化による維持管理等の問題から2010年に撤去。
- 岐阜県

岐阜市 柳ヶ瀬商店街
岐阜市 岐阜駅前繊維問屋街
多治見市 多治見銀座商店街
- 柳ヶ瀬商店街
（岐阜県岐阜市）

- 静岡県

静岡市 清水駅前銀座商店街
浜松市 砂山銀座商店街
沼津市 沼津仲見世商店街
熱海市 平和通り商店街
熱海市 仲見世商店街
伊東市 キネマ通り商店街
伊東市 伊東中央商店街
- 沼津仲見世商店街
（静岡県沼津市）

- 愛知県

名古屋市中区 大須商店街
名古屋市西区 円頓寺商店街

名古屋市中村区 大門横丁
名古屋市北区 大曽根商店街 - 1997年までに撤去
豊橋市 ときわ通り商店街
豊橋市 花園商店街 - 2013年撤去。
一宮市 一宮市本町商店街
瀬戸市 せと銀座通り商店街
瀬戸市 せと末広町商店街平針商店街（名古屋市天白区）
広小路商店街（豊橋市）
松葉アーケード街
刈谷銀座アーケード街（刈谷市）
刈谷名店街（刈谷市）
一色町商店街
銀座通り商店街（瀬戸市）
桜町本通り商店街（豊田市）
表参道発展会（豊川市）
- 大須商店街
（愛知県名古屋市中区）
- 円頓寺商店街
（愛知県名古屋市西区）
- 大門横丁
（愛知県名古屋市中村区）
- ときわ通り商店街
（愛知県豊橋市）
- 花園商店街
（愛知県豊橋市）
- 一宮本町商店街
（愛知県一宮市）
- せと末広町商店街
（愛知県瀬戸市）
- せと銀座通り商店街
（愛知県瀬戸市）

- 三重県

津市 大門通り商店街（2018年撤去）
津市 大門商店街飲食店街
四日市市 四日市一番街商店街
伊勢市 伊勢高柳商店街
伊勢市 しんみち商店街
伊勢市 明倫商店街
桑名市 桑名一番街
桑名市 桑名銀座商店街
桑名市 寺町通り商店街
名張市 上本町サンロード商店街（2023年撤去）
伊賀市 新天地商店街

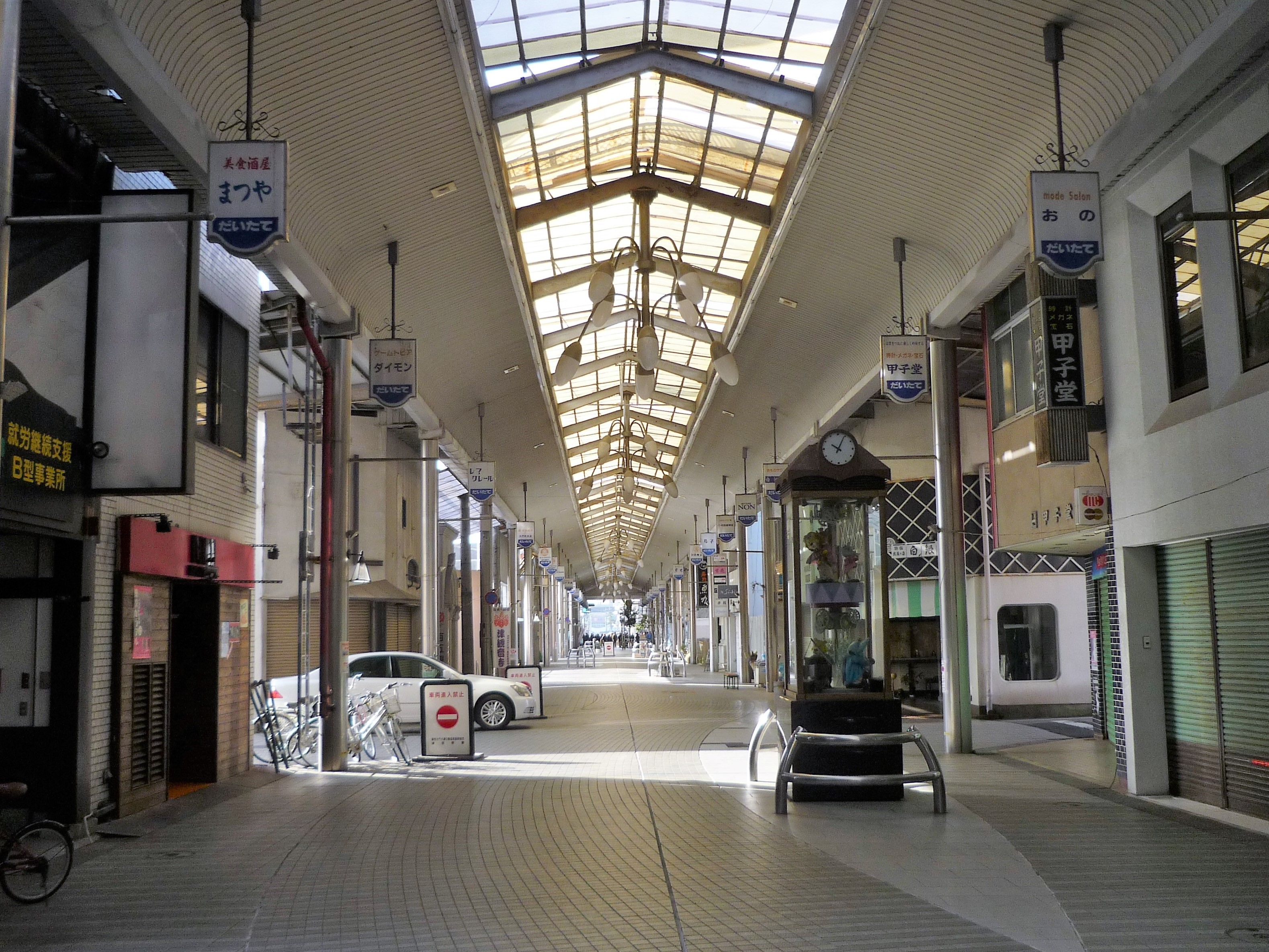
大門通り商店街（三重県津市）
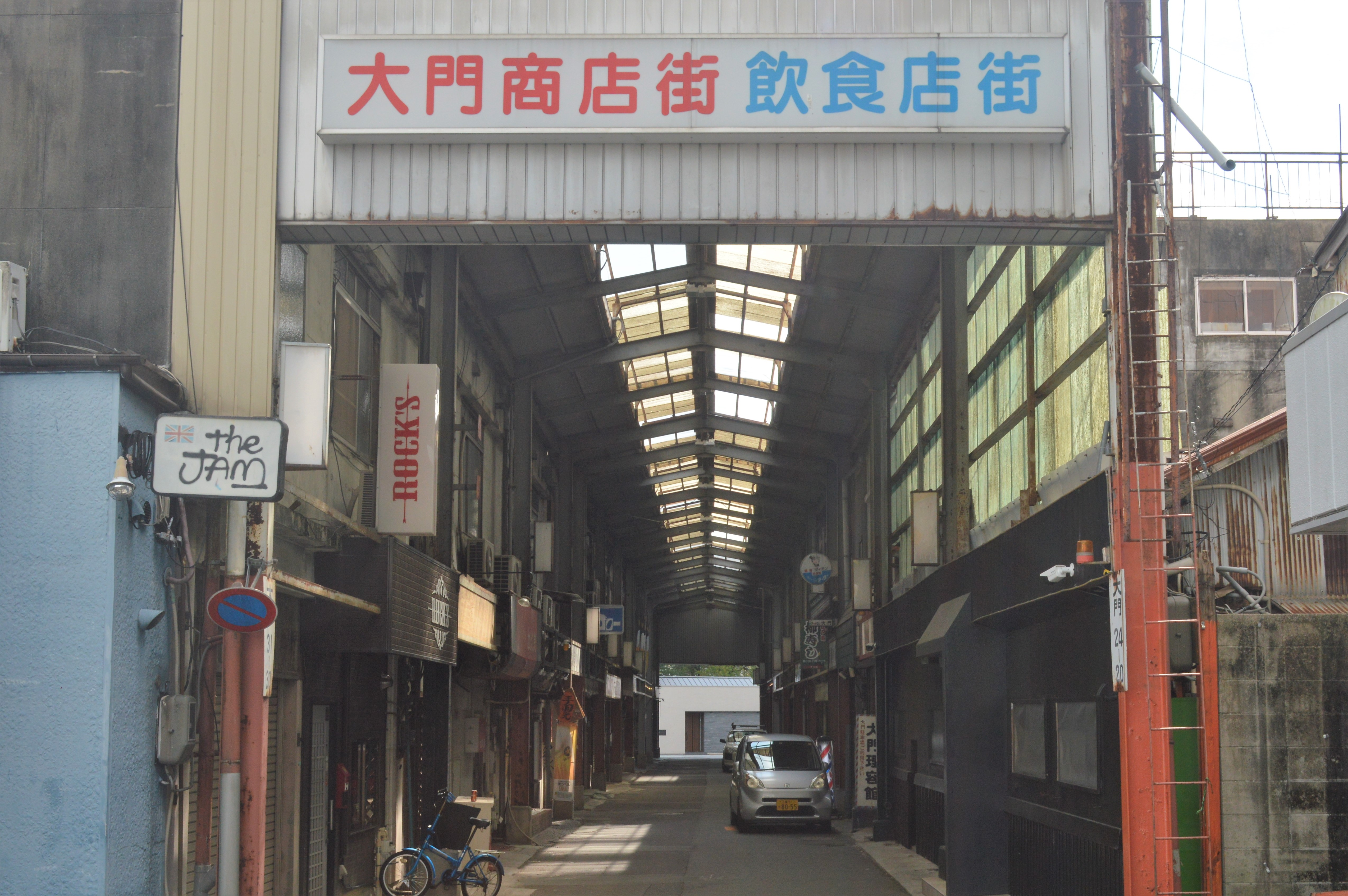
大門商店街飲食店街（三重県津市）
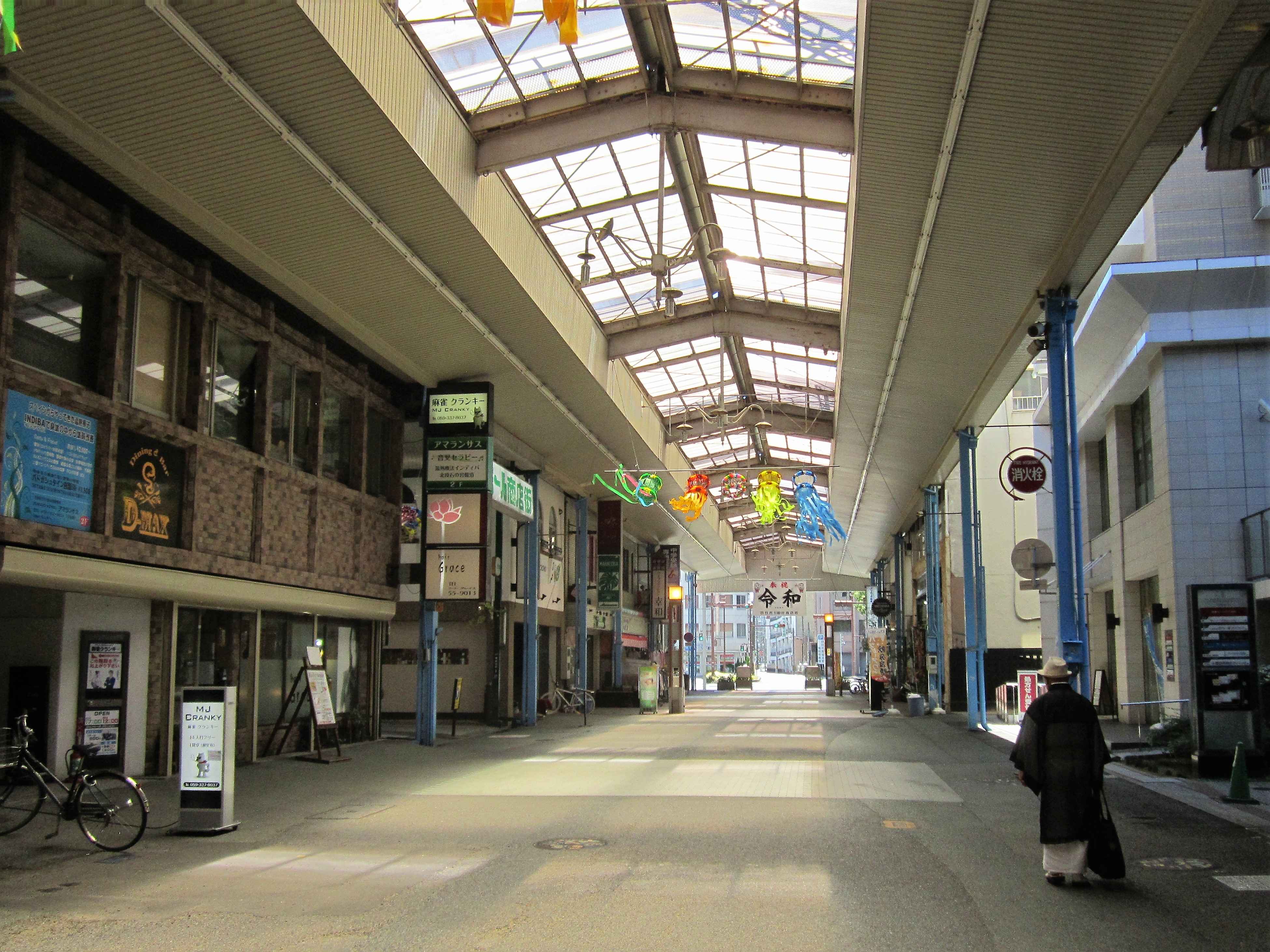
四日市一番街商店街（三重県四日市市）
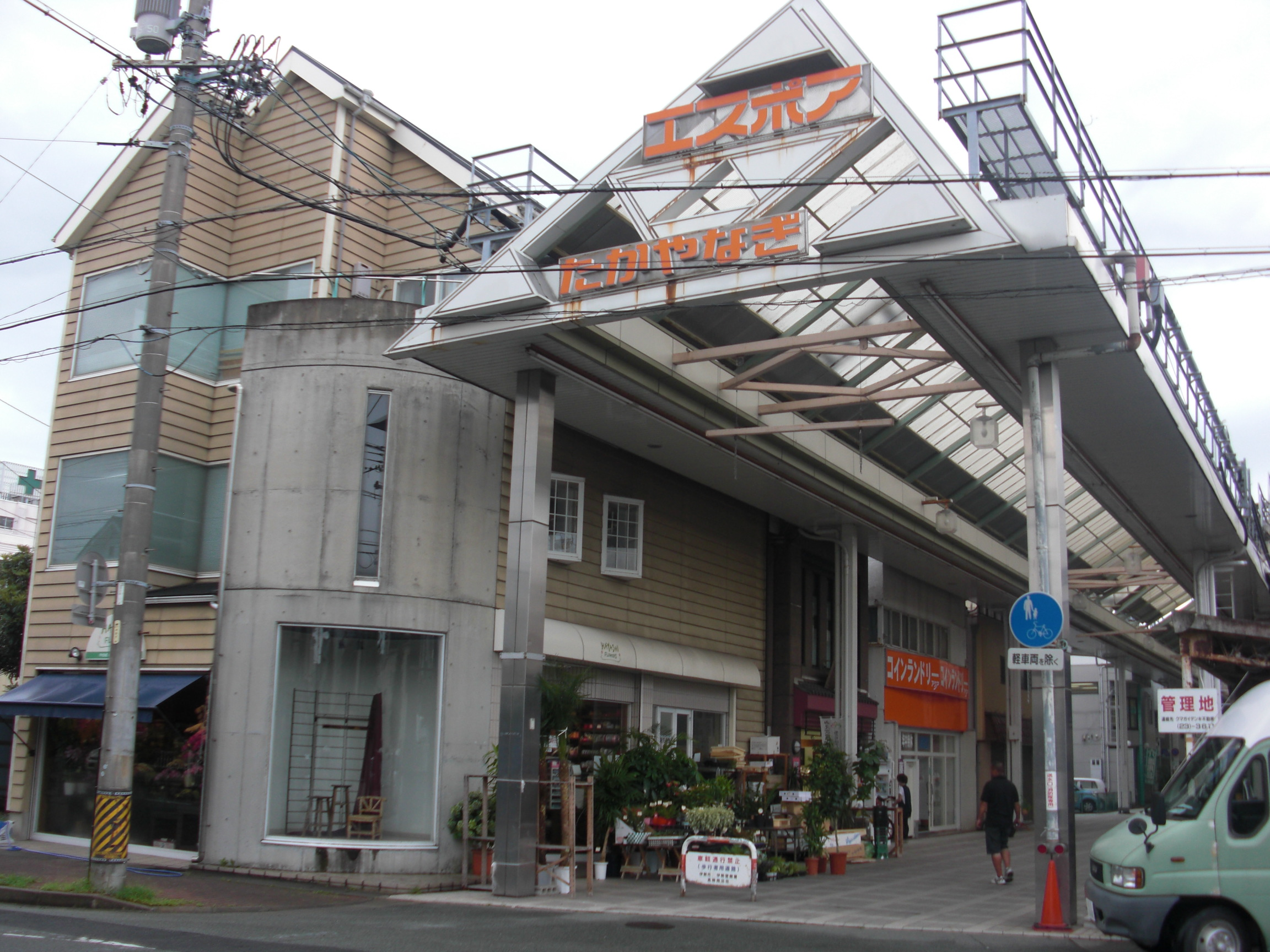
伊勢高柳商店街（三重県伊勢市）
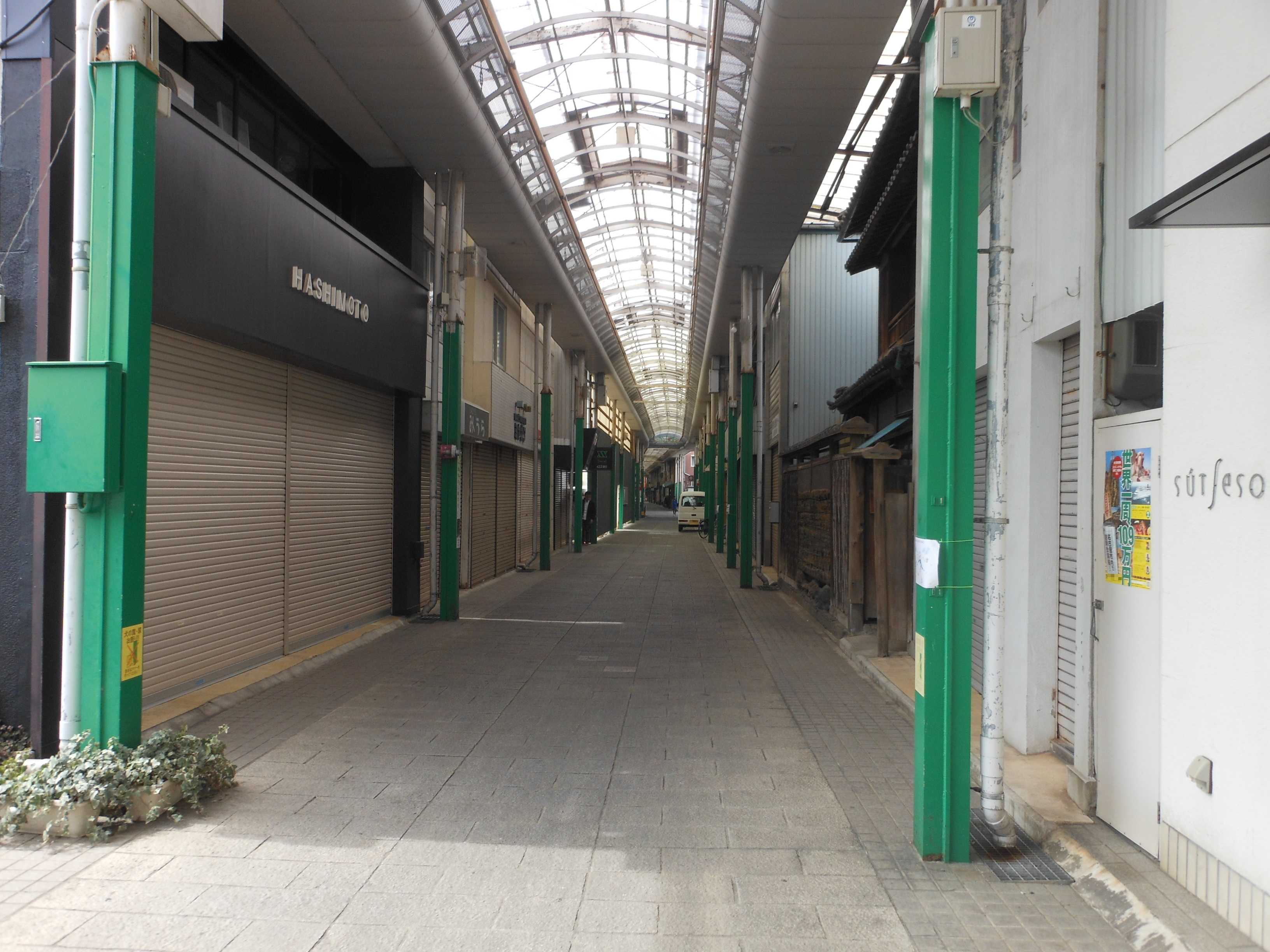
しんみち商店街（三重県伊勢市）
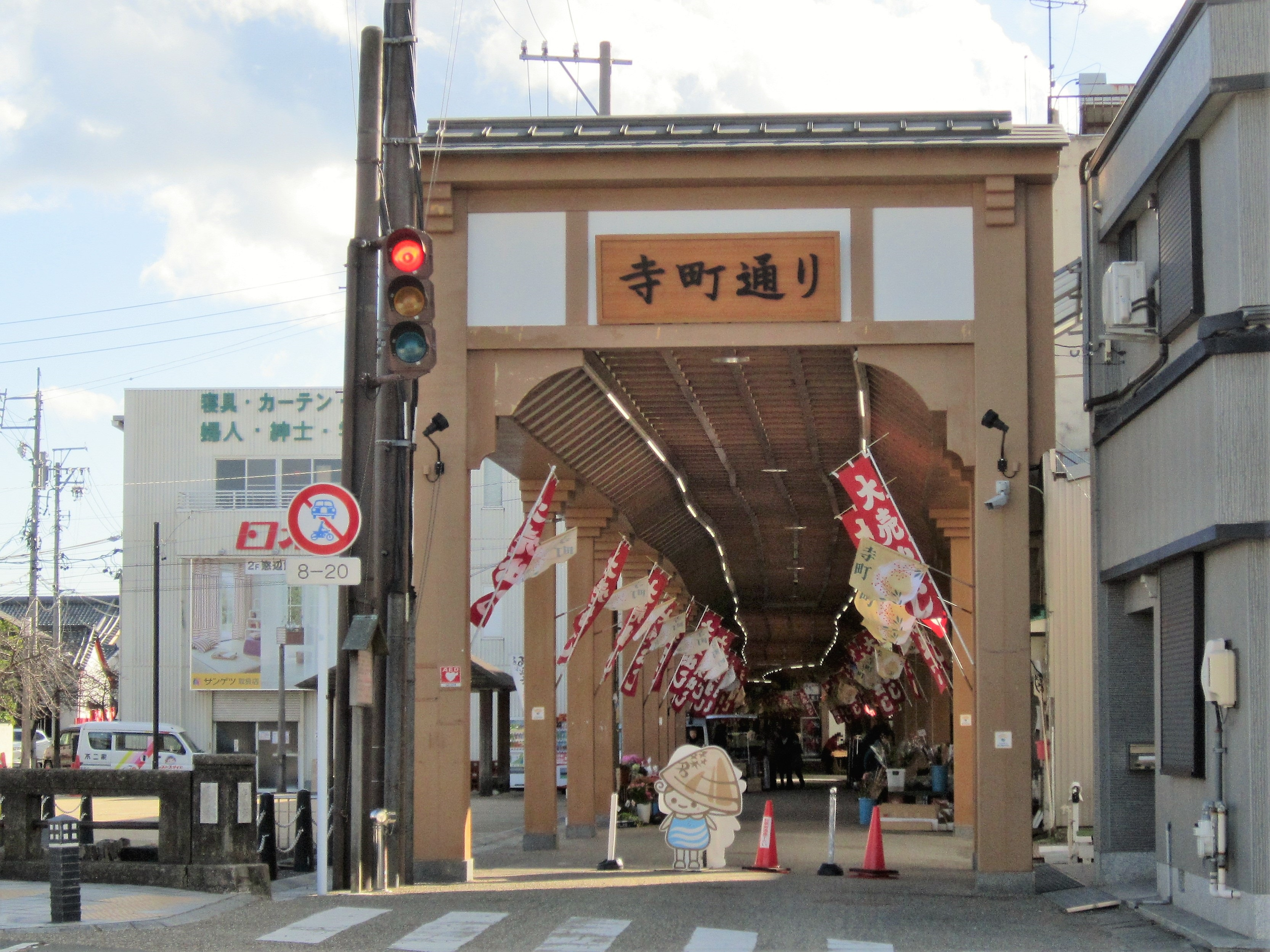
寺町通り商店街（三重県桑名市）
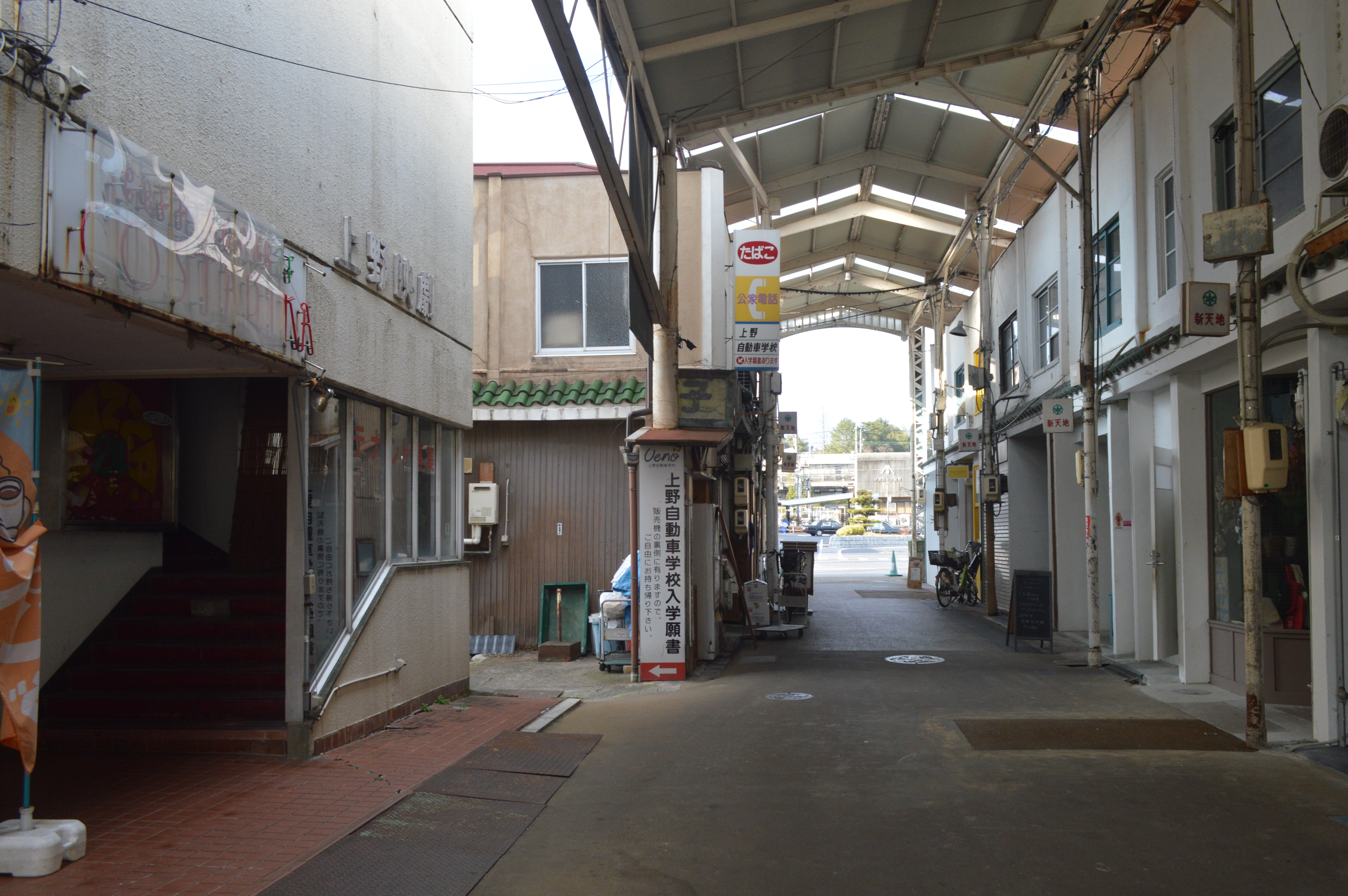
新天地商店街（三重県伊賀市）

### 近畿
- 滋賀県

大津市 丸屋町商店街、菱屋町商店街、長等商店街 - 道路で区切られているものの、三つの商店街が東西方向に合わせて600mほど並んでおり、これらを「ナカマチ商店街」と総称する。
彦根市 彦根市場商店街→現在は名称が四番町スクエアに改められ、アーケードは全て撤去された。
長浜市 大手門通り商店街
長浜市 ゆう壱番街商店街
長浜市 浜京極商店街
近江八幡市 京街道商店街（2008年頃に撤去）
草津市 北中商店街→再開発により撤去が進み2023年に完全撤去
甲賀市 本町商店街（2008年頃に撤去）
東近江市 本町商店街
東近江市 ときわ通り商店街
高島市 ローラン名小路商店街
- 京都府

京都市上京区 出町商店街
京都市中京区 寺町商店街
京都市中京区 三条名店街
京都市中京区 三条会商店街
京都市中京区 新京極商店街
京都市中京区 寺町京極商店街
京都市中京区 錦市場商店街
京都市中京区 花遊小路商店街
京都市東山区 古川町商店街
京都市伏見区 伏見大手筋商店街
京都市伏見区 納屋町商店街
福知山市 新町商店街
舞鶴市 八島商店街
舞鶴市 マナイ商店街
京丹後市 御旅市場
- 大阪府

大阪市都島区 新京橋・京橋商店街
大阪市都島区 ひがし京橋商店街
大阪市都島区 桜通商店街
大阪市福島区 野田新橋筋商店街
大阪市此花区 四貫島本通商店街
大阪市此花区 春日出商店街
大阪市西区 肥後橋商店街
大阪市西区 ナインモール九条
大阪市港区 繁栄商店街
大阪市港区 八幡屋市場
大阪市大正区 泉尾商店街
大阪市大正区 平尾本通商店街
大阪市天王寺区 玉造日之出通商店街
大阪市天王寺区 阪和商店街
大阪市浪速区 南陽通商店街  - 愛称「ジャンジャン町」
大阪市西淀川区 柏里本通商店街
大阪市東淀川区 淡路本町商店街
大阪市東淀川区 東淡路商店街
大阪市東成区 今里新道筋商店街
大阪市東成区 鶴橋商店街
大阪市生野区 桃谷本通商店街
大阪市生野区 生野商店街
大阪市旭区 千林商店街
大阪市旭区 今市商店街
大阪市城東区 関目商店街
大阪市城東区 城東商店街
大阪市阿倍野区 文の里商店街
大阪市阿倍野区 阿倍野王子商店街
大阪市住吉区 長居商店街
大阪市住吉区 あびこ道商店街
大阪市東住吉区 北田辺商店街  - 愛称「ファミリー北田辺」
大阪市東住吉区 北田辺西通り商店街
大阪市東住吉区 南田辺本通り商店街
大阪市東住吉区 駒川商店街
大阪市東住吉区 矢田駅前商店街
大阪市東住吉区 住道矢田商店街
大阪市西成区 飛田本通商店街  - 愛称「動物園前1番街」
大阪市西成区 山王市場通商店街
大阪市西成区 新開筋商店街
大阪市西成区 今池本通商店街
大阪市西成区 萩之茶屋商店街
大阪市西成区 鶴見橋商店街
大阪市西成区 サンスーク花園商店街
大阪市西成区 天下茶屋駅前商店街
大阪市西成区 西天下茶屋銀座商店街
大阪市西成区 玉出本通商店街
大阪市淀川区 十三フレンドリー商店街
大阪市淀川区 十三元今里商店街
大阪市淀川区 十三駅前通り商店街
大阪市淀川区 十三東駅前商店街
大阪市淀川区 木川本町商店街
大阪市淀川区 三津屋商店街
大阪市淀川区 三国新道商店街
大阪市住之江区 粉浜商店街
大阪市住之江区 安立中央商店街
大阪市住之江区 加賀屋一番街
大阪市平野区 平野本町商店街
大阪市平野区 長吉中央商店街
大阪市北区 天神橋筋商店街
大阪市北区 天五中崎通商店街
大阪市北区 阪急東通商店街
大阪市北区 曽根崎お初天神通り商店街
大阪市中央区 空堀商店街
大阪市中央区 せんば心斎橋筋商店街
大阪市中央区 心斎橋筋北商店街
大阪市中央区 心斎橋筋商店街
大阪市中央区 戎橋筋商店街
大阪市中央区 千日前商店街
大阪市中央区 千日前道具屋筋商店街
大阪市中央区 相合橋筋商店街
大阪市中央区 難波本通商店街
大阪市中央区 南海通商店街
大阪市中央区 黒門市場商店街
堺市堺区 堺銀座商店街
堺市堺区 堺山之口商店街
堺市西区 鳳本通商店街
岸和田市 岸和田駅前通商店街
岸和田市 城見橋筋商店街
豊中市 庄内本通商店街
豊中市 岡町商店街
豊中市 桜塚商店街
池田市 池田栄町商店街
池田市 石橋赤い橋商店街
泉大津市 泉大津中央商店街
泉大津市 神明通商店街
高槻市 芥川商店街
高槻市 高槻センター街
守口市 京阪商店街
守口市 京阪東通商店街
守口市 土居商店街
守口市 新開地商店街
茨木市 阪急本通商店街
茨木市 茨木心斎橋商店街
八尾市 ファミリーロード
泉佐野市 つばさ通り
寝屋川市 ベルおおとし
寝屋川市 寝屋川一番街商店街
河内長野市 長野商店街（本町通り商店街）
大東市 住道本通商店街
和泉市 和泉府中駅前商店街  - 愛称「ロードインいずみ」
羽曳野市 古市駅前市場
藤井寺市 藤井寺駅前北商店街
藤井寺市 藤井寺一番街商店
東大阪市 布施商店街  - 愛称「ブランドーリ布施」
東大阪市 小阪本通商店街
東大阪市 花園商店街
東大阪市 瓢箪山中央商店街
- 兵庫県

神戸市東灘区 甲南本通商店街
神戸市灘区 水道筋商店街
神戸市灘区 灘センター街
神戸市灘区 灘中央筋商店街
神戸市灘区 畑原市場
神戸市中央区 大日商店街
神戸市中央区 春日野道商店街
神戸市中央区 大安亭市場
神戸市中央区 三宮センター街
神戸市中央区 三宮本通商店街
神戸市中央区 神戸元町商店街
神戸市兵庫区 東山商店街
神戸市兵庫区 湊川ふれあい通り
神戸市兵庫区 湊川商店街
神戸市兵庫区 新開地商店街
神戸市兵庫区 平野商店街
神戸市長田区 新長田本町筋商店街
神戸市長田区 丸五市場
神戸市長田区 六間道商店街
神戸市長田区 西神戸センター街
神戸市長田区 大正筋商店街
神戸市須磨区 板宿本通商店街
神戸市垂水区 垂水商店街
姫路市 姫路みゆき通り商店街
姫路市 パステル小溝商店街
姫路市 小溝筋商店街
姫路市 駅前通り商店街
姫路市 一番街商店街
姫路市 協和通り商店街
姫路市 二階町商店街
姫路市 西二階町商店街
姫路市 南町中央通り商店街
姫路市 南町栄通り商店街
姫路市 橋本町商店街
尼崎市 尼崎中央・三和・出屋敷商店街
尼崎市 立花商店街
明石市 魚の棚商店街
西宮市 西宮中央商店街
西宮市 甲子園口センター街商店街
西宮市 新甲子園商店街
洲本市 洲本本町七丁目商店街
伊丹市 VIVA伊丹（旧中央サンロード商店街）
相生市 旭ほんまち商店街
加古川市 寺家町商店街
高砂市 高砂センター街
高砂市 高砂銀座商店街
小野市 小野商店街  - 愛称「サンロード」
三田市 車瀬橋商店街
たつの市 龍野ショッピングセンター
- 奈良県

奈良市 奈良もちいどのセンター街
奈良市 奈良市下御門商店街
奈良市 奈良市東向商店街
大和高田市 大和高田市商店街
片塩商店街
近鉄高田駅前商店街
天神橋筋商店街
天神橋西商店街
本町商店街
本郷通り商店街
天理市 天理本通り商店街
桜井市 本通り商店街
桜井市 中央通り商店街
桜井市 桜井一番街商店街
五條市 商励会通り商店街
御所市 新地通り商店街
生駒市 生駒駅前商店街  - 愛称「ぴっくり通り」
- 和歌山県

和歌山市 ぶらくり丁商店街
和歌山市 みその商店街
和歌山市 七曲商店街
和歌山市 黒門商店街
和歌山市 和歌山駅前卸小売商店街
橋本市 本町商店街  - 可動式のビニール製
新宮市 仲之町商店街  - 全長約360m
那智勝浦町  紀伊勝浦駅前本通り商店街

### 中国
- 鳥取県

鳥取市 新町商店街
鳥取市 川端商店街
鳥取市 サンロード商店街
米子市 元町サンロード商店街
米子市 米子本通り商店街
米子市 笑い通り商店街
米子市 エルモール一番街
倉吉市 打吹商店街
境港市 本町アーケード商店街 - 観光名所化した「水木しげるロード」の東端を占める
- 島根県

出雲市 中町商店街
出雲市 扇町商店街（アーケード撤去）
- 岡山県

岡山市 岡山表町商店街
アムスメール上之町商店街
中之町商店街
下之町商店街
栄町商店街
紙屋町商店街
千日前商店街
西大寺町商店街
新西大寺町商店街
岡山市 岡山駅前商店街
岡山市 奉還町商店街 - 愛称「奉還町Passage（パサージュ）」
倉敷市 倉敷センター街商店街
倉敷市 倉敷えびす通商店街
倉敷市 倉敷えびす商店街
倉敷市 倉敷一番街 - 2013年にアーケード撤去
倉敷市 水島常盤商店街 - 仁科百貨店本店前を除いて、2005年にアーケード撤去
倉敷市 清心町商店街
倉敷市 玉島銀座商店街
倉敷市 通町商店街（一丁目はアーケード現存、二丁目はアーケード撤去）
津山市 ソシオ一番街
津山市 二番街
津山市 五番街
津山市 津山銀天街
津山市 元魚町商店街
津山市 本町3丁目商店街
玉野市 築港銀座商店街 - 2008年にアーケード撤去
玉野市 らんぶる通り商店街
笠岡市 東本町商店街
高梁市 栄町商店街
新見市 新見銀座商店街
備前市 片上商店街
備前市 日生商店街
真庭市 久世上町商店街
和気町 和気駅前栄町商店街
- 広島県

広島市 広島本通商店街
広島市 えびす通り商店街
広島市 中央通商店街
広島市 タカノ橋商店街
広島市 広島金座街商店街
広島市 横川くろすろーど商店街
呉市 れんがどおり
呉市 吉浦本町商店街
三原市 帝人通商店街 - 2009年にアーケード撤去
尾道市 尾道本通り商店街
福山市 元町商店街
福山市 福山本通商店街 - 通称「本通ファースト」（北部）・「本通ふなまち」（南部）。西方へ「Joyふなまち」が分岐
- 山口県

下関市 唐戸銀天街
下関市 唐戸ふれあい通り
下関市 赤間本通り商店街
宇部市 宇部新天町名店街（ハミングロード新天町）
宇部市 宇部中央銀天街
宇部市 三炭町商店街 - 2006年末～2007年初頭にかけてアーケード撤去。同時に組合も解散。
山口市 山口市中心商店街
中市商店街
米屋町商店街
道場門前商店街
西門前商店街
萩市 田町商店街
防府市 防府銀座商店街
岩国市 岩国駅前中通り商店街
周南市 銀南街商店街
周南市 南銀座商店街
周南市 中央街商店街
周南市 一番街商店街

### 四国
- 徳島県

徳島市 西新町商店街
徳島市 東新町商店街
徳島市 籠屋町商店街
徳島市 ポッポ街商店街
吉野川市 鴨島銀座商店街
三好市 阿波池田駅前商店街
三好市 銀座商店街
- 香川県

高松市 高松中央商店街
丸亀町商店街
兵庫町商店街
南新町商店街
片原町商店街 - ことでん琴平線の踏切による分断箇所がある。同線片原町駅に隣接
ライオン通商店街 - 名称はかつて存在した映画館「ライオンカン」に因む
常磐町商店街
田町商店街
丸亀市 通町アーケード街
丸亀市 とみやまちアーケード街
丸亀市 浜町商店街
坂出市 本通り商店街
観音寺市 柳町通商店街
さぬき市 津田商店街
東かがわ市 本町商店街
琴平町 新町商店街
三木町 池戸商店街
- 愛媛県

松山市 松山中央商店街
大街道商店街
松山銀天街
松山市 道後商店街
今治市 今治商店街  - 銀座商店街、本町商店街
宇和島市 宇和島きさいやロード - 北から恵美須町・新橋・袋町・本町追手。途中で辰野川を越える
八幡浜市 銀座商店街
八幡浜市 新町商店街
新居浜市 登道商店街
西条市 西条うちぬきTロード
四国中央市 伊予三島新町商店街
四国中央市 伊予三島中通り商店街
四国中央市 川之江栄町商店街
四国中央市 川之江駅通り商店街
西予市 三瓶銀天街
- 高知県

高知市 帯屋町商店街
高知市 大橋通商店街 - 帯屋町の西端から南に続く。生鮮食料品店が多い
高知市 はりまや橋商店街 - 旧称「中種商店街」。1998年の木造アーケード竣工に合わせ改称
高知市 京町商店街
高知市 新京橋商店街
四万十市 天神橋アーケード

### 九州・沖縄

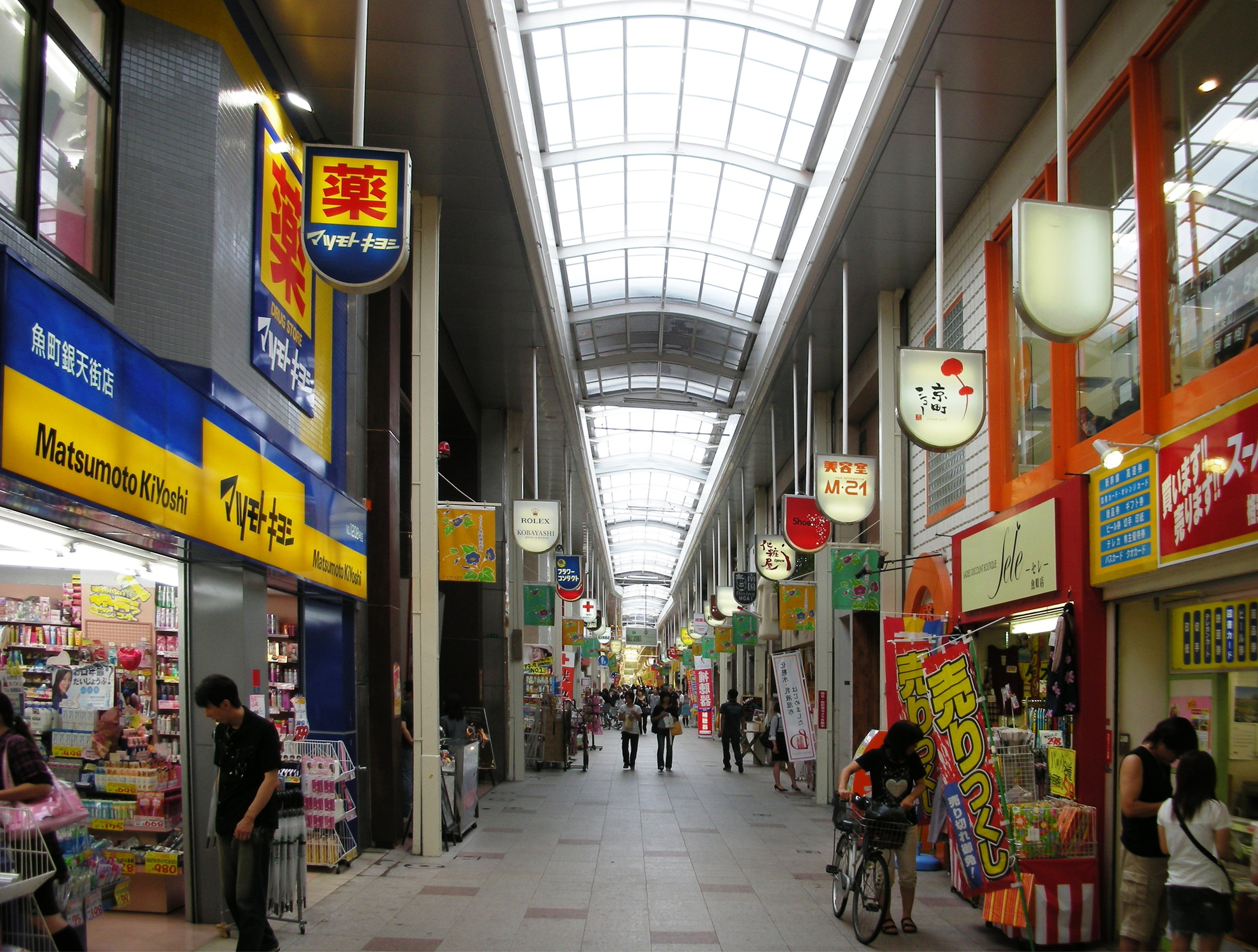
魚町銀天街

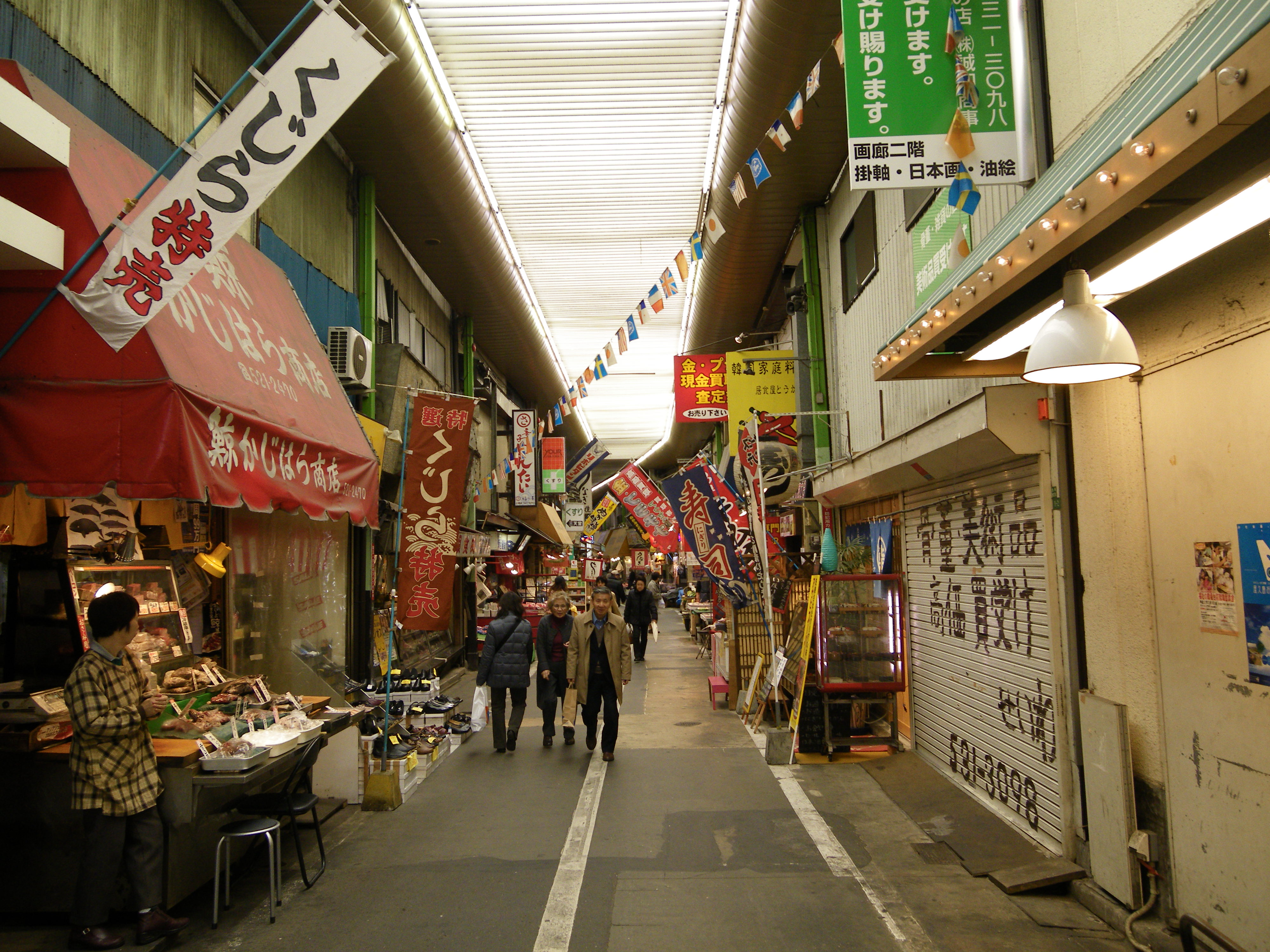
旦過市場

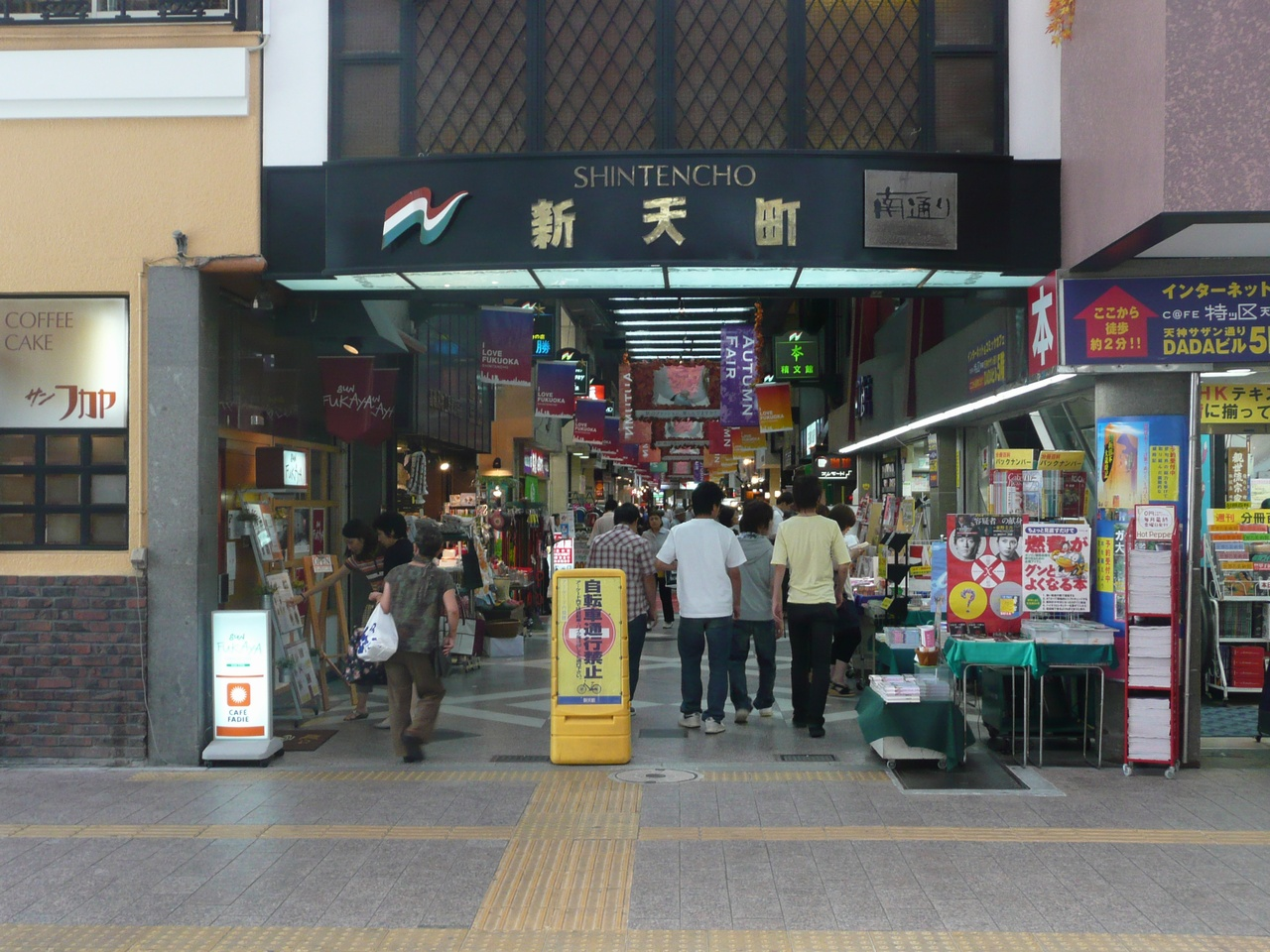
新天町

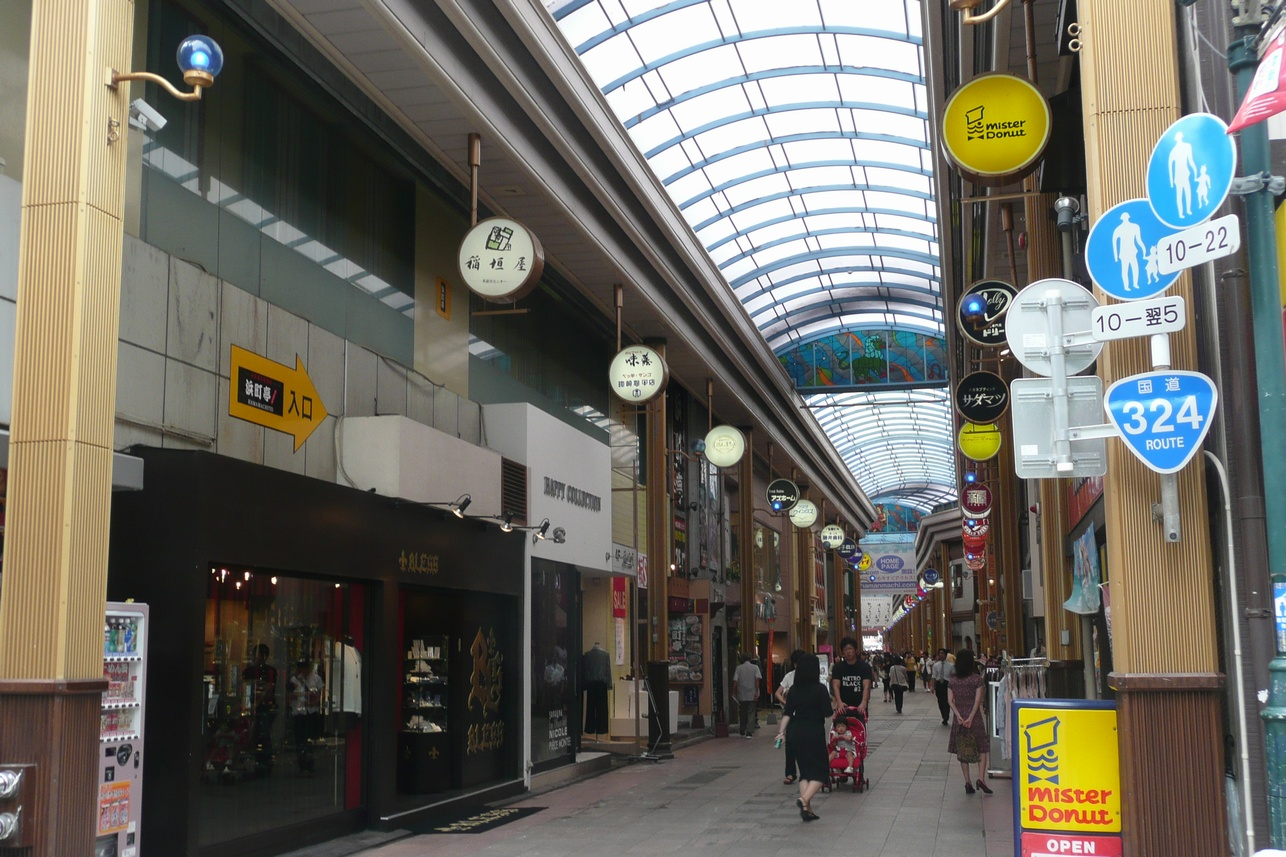
浜町アーケード

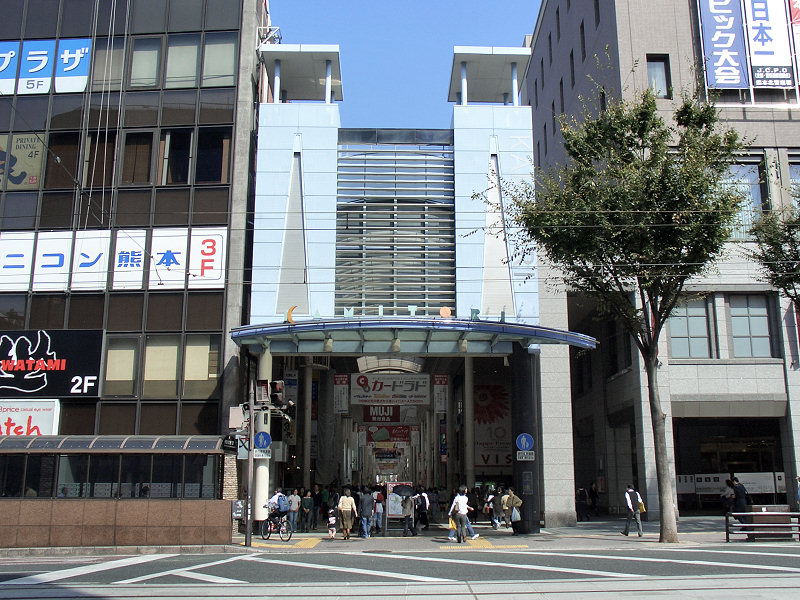
上通（熊本市中央区）

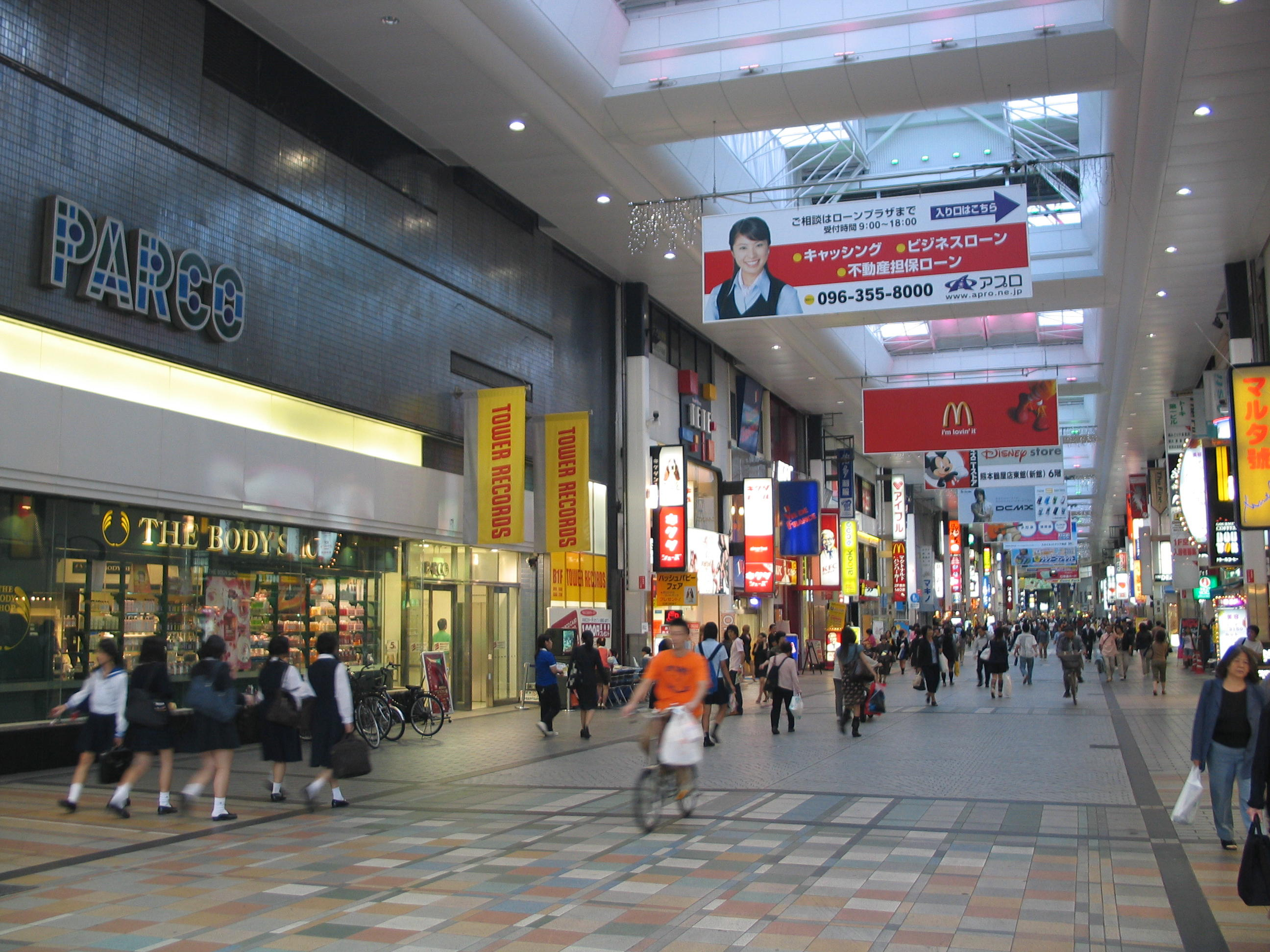
下通（熊本市中央区）

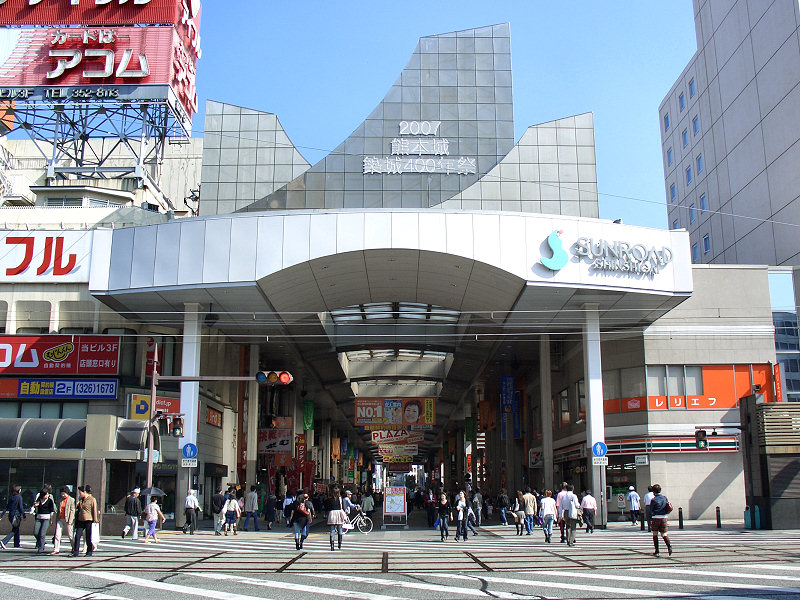
サンロード新市街（熊本市中央区）

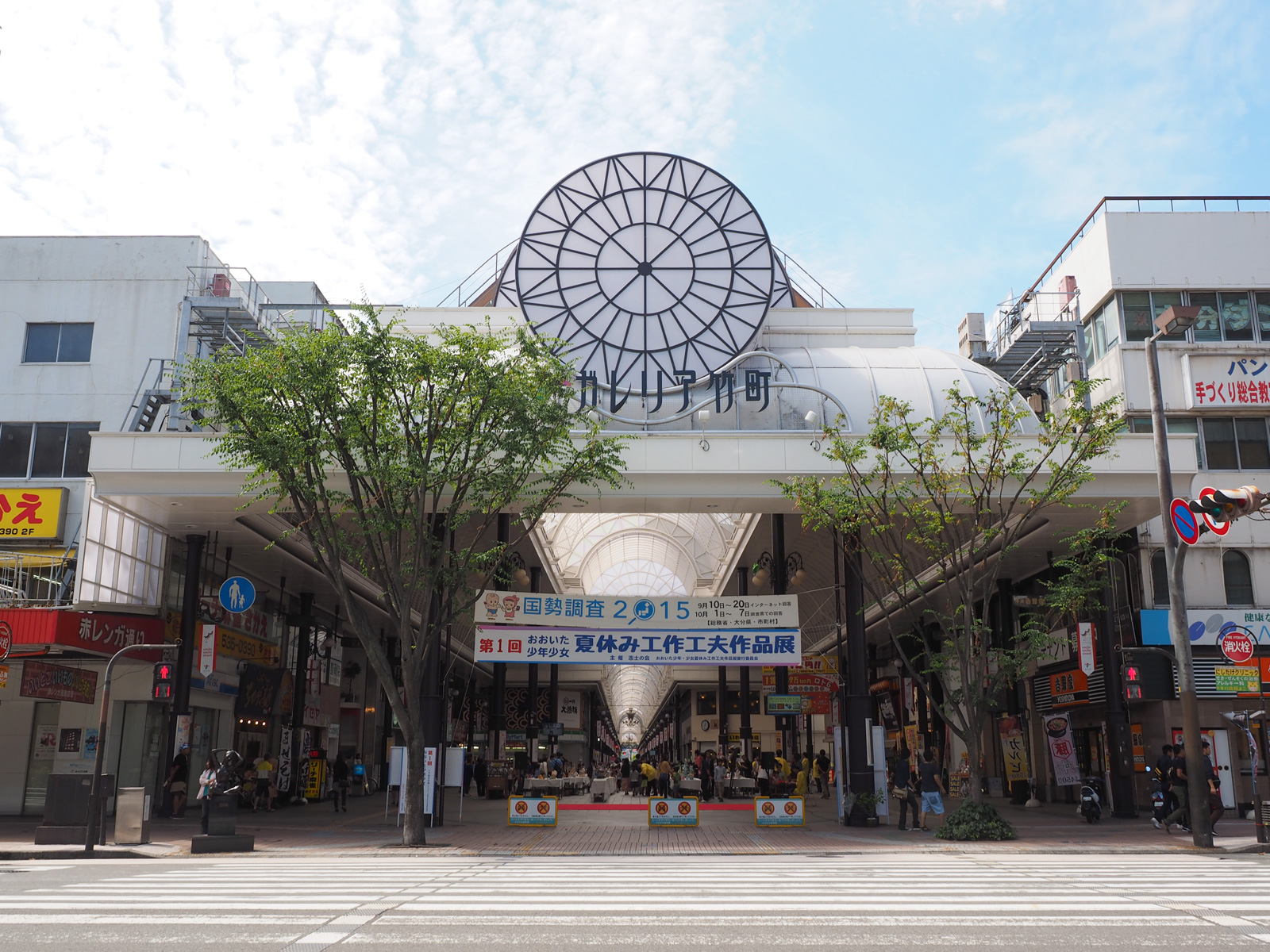
ガレリア竹町

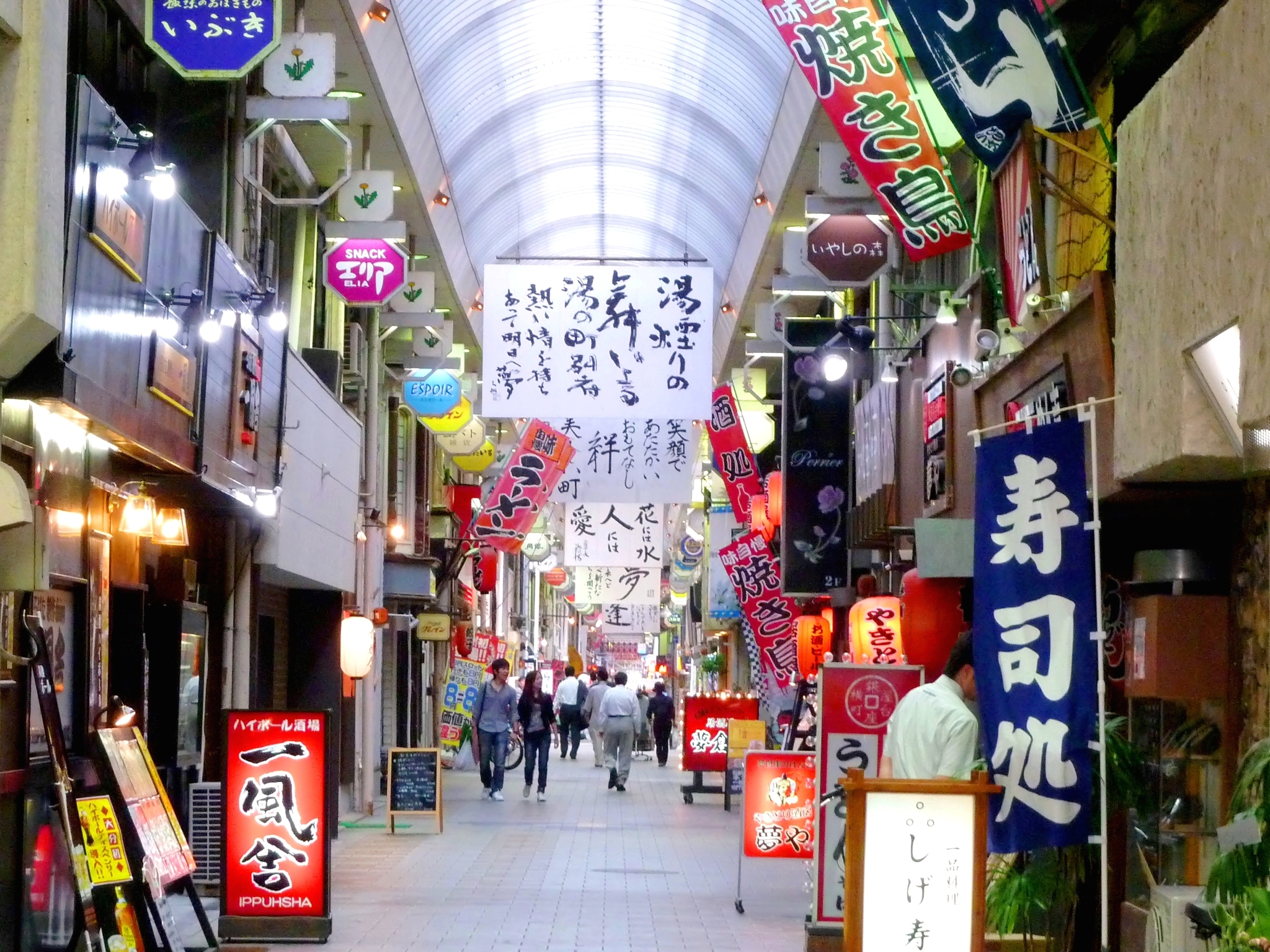
ソルパセオ銀座（別府銀座街）

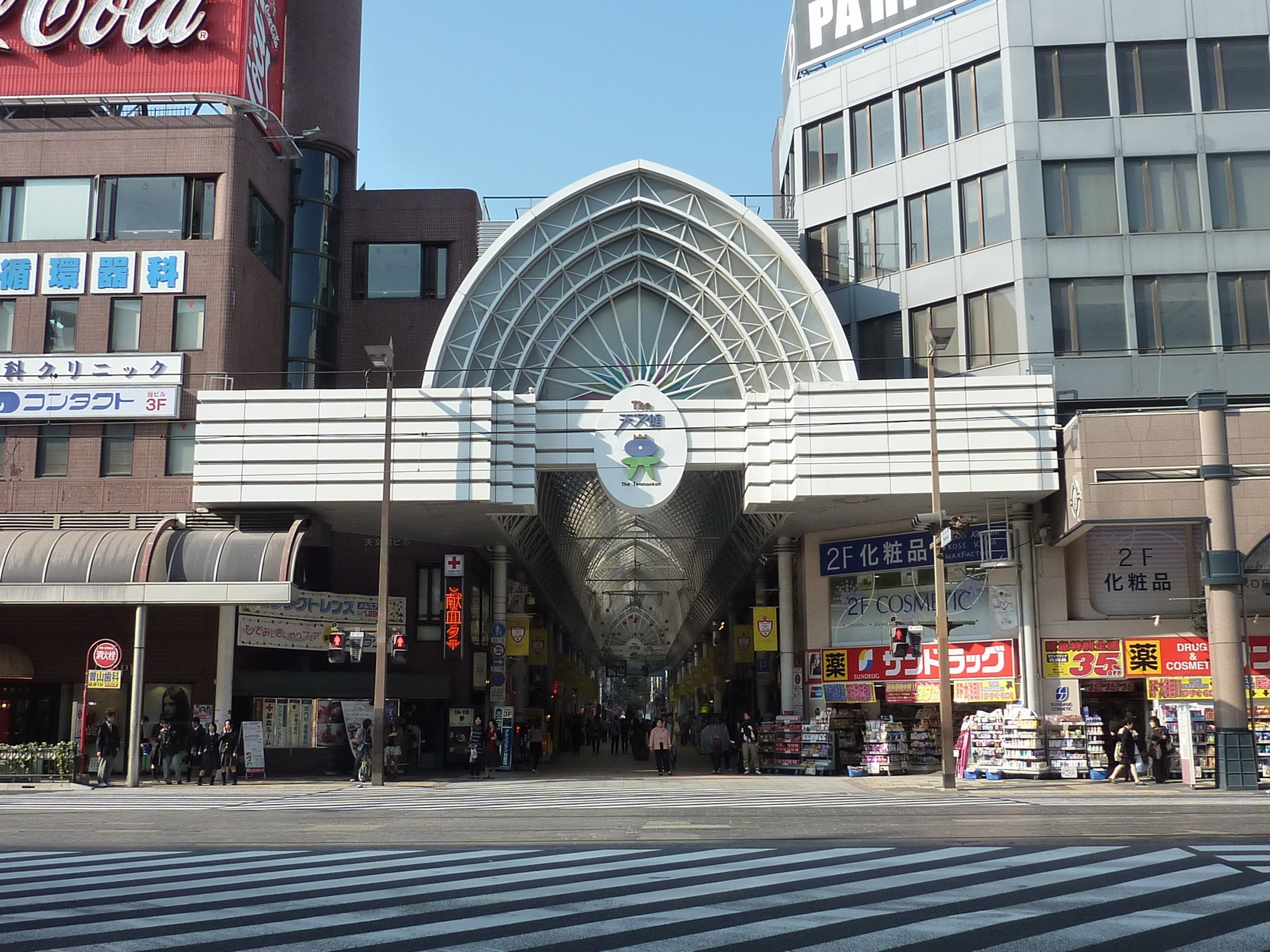
天文館

- 福岡県

北九州市 魚町銀天街
北九州市 京町銀天街
北九州市 サンロード魚町商店街（撤去）
北九州市 旦過市場
北九州市 カムズ黒崎名店街・カムズ一番街
北九州市 黒崎新天街（2015年に撤去）
北九州市 熊手銀天街
北九州市 サンロード栄町商店街（黒崎）
北九州市 千日名店街
北九州市 栄町銀天街（門司港）
北九州市 中本町商店街 - 愛称「中本町あやめ通り」
北九州市 若松本町銀座商店街（エスト本町）
北九州市 若松本町銀座商店街（ウエル本町）片屋根式
北九州市 明治町銀天街
北九州市 八幡中央区商店街 - 愛称「パサージュコスモ」
北九州市 祇園町銀天街
福岡市 新天町商店街
福岡市 博多川端商店街上川端通
福岡市 唐人町商店街
福岡市 銀天町商店街
福岡市 馬出中央商店街
大牟田市 大牟田銀座通商店街
大牟田市 本町商店街 - 愛称「サンルート」
大牟田市 新栄町商店街 - 一番街
大牟田市 新銀座商店街
久留米市 一番街商店街
久留米市 六ツ門商店街
直方市 古町商店街
直方市 殿町商店街
直方市 須崎町商店街
直方市 明治町商店街
飯塚市 飯塚本町商店街
飯塚市 飯塚東町商店街  - 愛称「サンエステひがしまち」
飯塚市 永楽町商店街
飯塚市 新飯塚商店街（撤去済）片屋根式
田川市 伊田商店街（橘通り、本町通り）
田川市 後藤寺商店街（本町商店街、上本町商店街）
朝倉市 甘木アーケード商店街 - 本通り商店街・サンタウン商店街・一番街商店街（撤去済）
行橋市 えびす通り商店街
芦屋町 正門通り商店街　片屋根式
- 佐賀県

佐賀市 白山名店街
佐賀市 呉服町名店街 - アーケード撤去
佐賀市 バルーン通り商店街
唐津市 京町商店街
唐津市 呉服町商店街 - アーケード撤去
鳥栖市 鳥栖中央市場商店街
鳥栖市 本通筋商店街 (片屋根式) - アーケード撤去
伊万里市 伊万里本町商店街 - アーケード撤去
伊万里市 伊万里銀天街商店街 - アーケード撤去
- 長崎県

長崎市 浜んまち商店街
長崎市 観光通り商店街
長崎市 住吉・中園商店街
佐世保市 佐世保四ヶ町商店街 - 愛称：さるくシティ
佐世保市 佐世保三ヶ町商店街 - 愛称：さるくシティ
佐世保市 京町通り商店街
島原市 サンシャイン中央街
諫早市 本町通り商店街
諫早市 栄町通り商店街
大村市 大村駅通り商店街
大村市 大村宿本陣通り商店街
五島市 本町商店街
五島市 サンシャイン新栄町商店街
- 熊本（熊本市中央区）県

熊本市 サンロード新市街
熊本市 下通商店街
熊本市 上通商店街
熊本市 健軍商店街 - 愛称：ピアクレス健軍
八代市 本町
天草市 本渡銀天街
- 大分県

大分市 セントポルタ中央町
大分市 ガレリア竹町
別府市 弥生銀天街 - 愛称：天狗通りほっとストリートやよい銀天街
別府市 銀座商店街 - 愛称：ソルパセオ銀座
別府市 楠銀天街
別府市 竹瓦小路アーケード

別府市 中浜筋 - 昭和20年ごろアーケード撤去。
中津市 日の出町商店街
中津市 新博多町商店街・寿通り商店街（寿通りは全店舗閉店中）
佐伯市 仲町通り商店街
臼杵市 シルバー通り（現：八町大路） - アーケードを撤去し改名。
- 宮崎県

宮崎市 一番街商店街
宮崎市 若草通り商店街
宮崎市 宮崎駅前商店街
宮崎市 大成銀天街商店街 - アーケード撤去
都城市 千日通り商店街  - 愛称「サンロード千日」、アーケード撤去
延岡市 山下新天街商店街
日南市 油津商店街
- 鹿児島県

鹿児島市 天文館
鹿児島市 鹿児島中央駅一番街
いちき串木野市 浜町商店街
薩摩川内市 堀田通り商店街
奄美市 中央通り商店街
- 沖縄県

那覇市 平和通り商店街
那覇市 新栄通り商店街  - 愛称「サンライズなは」
那覇市 むつみ橋通り商店街
那覇市 市場中央通り商店街
那覇市 栄町市場商店街
名護市 名護市場商店街
沖縄市 一番街商店街
沖縄市 沖縄サンシティー商店街
沖縄市 沖縄市銀天街商店街
うるま市 安慶名商店街
石垣市 ユーグレナモール

## アーケード商店街の日本一
- 長さ
  - 天神橋筋商店街（大阪府大阪市） - 直線に連なった複数の商店街のアーケードの総延長で日本一（約1.8km）。（アーケードのない商店街も含めると、直線に連なった複数の商店街の総延長も日本一（約2.6km）。）ただし、国道1号・阪神高速12号守口線・JR西日本大阪環状線交差部においてアーケードが途切れているため、さるくシティ（長崎県佐世保市）の 約1kmが屋根続きでは最長。
  - 高松中央商店街（香川県高松市） - 分岐を含む複数の商店街のアーケードの総延長で日本一（2.7km）。
  - 三ヶ町商店街、四ヶ町商店街（長崎県佐世保市）切れ目が無い直線に連なった複数の商店街のアーケードの総延長で日本一 愛称：さるくシティ 約1km
  - 武蔵小山商店街・パルム（東京都品川区） - 単一の商店街のアーケードとして長さ日本一（約750m）
  - 御旅市場（京都府京丹後市） - 日本一短いと言われている商店街、アーケード長さ52mだが、商店街としての長さは約100m[7]。
  - 肥後橋商店街（大阪市西区） - 2016年にアーケードを撤去するまで「日本一短い商店街　ひごばし」を自称していた商店街、当時のアーケード長さ79m[8]。

- 広さ（幅員）
  - サンロード新市街（熊本県熊本市） - アーケードの広さ日本一（幅員18m）。

- 高さ・断面
  - 丸亀町商店街（香川県高松市） - アーケードドームの高さ日本一（ドーム直径26m、高さ 32.2m）。
  - 仙台一番町一番街（宮城県仙台市） - アーケード設置高さ日本一（21m）。
  - ガレリア竹町（大分県大分市） - アーケードの断面の大きさ日本一（広場部の幅24m、高さ18m）。

- 古さ
  - 竹瓦小路アーケード（大分県別府市） - 現存するアーケードとして日本最古（1921年（大正10年）12月1日完成）。

- その他
  - 千林商店街（大阪市旭区） - 「日本一安い商店街」と称された商店街。